# Origem da linguagem
A origem da linguagem entre os humanos, sua relação com a evolução humana e suas consequências têm sido tema de discussões acadêmicas há alguns séculos. Apesar disso, não há consenso sobre a definitiva origem ou a idade da linguagem humana. Um problema faz com que o tema seja difícil de ser estudado: a óbvia ausência de evidências diretas. Consequentemente, os especialistas que desejam estudar as origens da linguagem precisam inferir a partir de outros tipos de provas, tais como registros fósseis, evidências arqueológicas, a atual diversidade linguística, estudos sobre aquisição de linguagens e comparações entre a linguagem humana e sistemas de comunicação existentes entre outros animais, particularmente o que foi pesquisado em relação a outros primatas. Há quem argumente que as origens da linguagem provavelmente se relacionem estreitamente com as origens da modernidade comportamental, havendo porém pouco consenso sobre as implicações e o direcionamento dessa conexão.
A carência de evidências empíricas levou muitos estudiosos a encararem todo esse assunto como inadequado para um estudo sério. Em 1886, a “Société de Linguistique de Paris” baniu todos os estudos existentes e futuros sobre o assunto, uma proibição que se manteve influente na maior parte do mundo ocidental até o fim do século XX. Hoje, há muitas hipóteses sobre como, por que, quando e onde a linguagem deve ter começado a emergir. Entretanto, o cenário atual não é muito diferente daquele observado há cem anos, quando a teoria da evolução de Charles Darwin com seu conceito de seleção natural provocou uma onda de especulações acadêmicas sobre o tema. Desde o início dos anos 1990, porém, houve um crescimento do número de profissionais de linguística, arqueologias, psicologia, antropologia etc. que procuraram se alinhar a novos métodos para solucionar o que alguns consideram o "mais difícil problema da ciência".

## Abordagens
As abordagens para a origem da linguagem podem ser divididas de acordo com suas suposições subjacentes. As "Teorias da continuidade" são baseadas na ideia de que a linguagem é algo tão complexo que não se pode imaginar que simplesmente tenha surgido do nada na sua forma final: o idioma deve ter evoluído a partir de sistemas pré-linguísticos anteriores presentes entre nossos ancestrais primatas. Já as "Teorias da descontinuidade" são baseadas na ideia oposta, de que a linguagem é uma característica única de modo que não pode ser comparada a qualquer coisa encontrada entre os não humanos e deve, portanto, ter aparecido  subitamente durante o curso da evolução humana. Algumas teorias enxergam a linguagem principalmente como uma faculdade inata - que é em grande parte geneticamente codificada, enquanto outras a consideram um sistema principalmente cultural - ou seja, algo aprendido através da interação social.
Noam Chomsky é proeminente defensor da teoria da descontinuidade. Chomsky argumenta que uma oportunidade única de mutação ocorreu em um indivíduo por volta de 100 mil anos atrás, tendo sido instantaneamente instalada a faculdade de linguagem (um componente da mente-cérebro) numa forma "perfeita", "quase perfeita".
Teorias com base na continuidade dominam os estudos atuais, mas a forma como isso é encarado varia. Dentre aqueles que veem a linguagem como sendo principalmente inata, alguns - notadamente Steven Pinker — evitam a especulação sobre precursores dentre primatas não humanos, com forte insistência na teoria de que a faculdade da linguagem teria evoluído de forma gradual. Outros nesse mesmo campo de pensamento – em especial Ulbæk — dizem que a linguagem evoluiu não da comunicação entre primatas, mas da capacidade cognitiva primata, a qual é significante. Aqueles que veem a linguagem como uma ferramenta de comunicação aprendida socialmente (como Michael Tomasello), a veem desenvolvendo-se a partir dos aspectos controlados pela forma cognitiva da comunicação dos primatas, os quais são basicamente gestuais, opostos às vocais. Onde precursores vocais são considerados, muitos teóricos da continuidade defendem que essa evolução teria origem na precoce capacidade humana para a canção.
Transcendendo essa divisão entre continuidade e descontinuidade, há aqueles que veem o surgimento da linguagem como a consequência de algum tipo de transformação social, que, ao gerar níveis sem precedentes de necessidade de confiança pública, liberou um potencial até então adormecido para a criatividade linguística. A "teoria da coevolução ritual/fala" é um exemplo dessa abordagem. Estudiosos desse campo intelectual apontam o fato de que mesmo chimpanzés e bonobos têm capacidades simbólicas latentes que, na vida selvagem, raramente usam, se é que as usam. O argumento é que, se uma mutação surgisse abruptamente habilitando a capacidades de linguagem em um primata individual, essa mutação não proveria nenhum benefício adaptável, a menos que o sistema social já houvesse mudado de forma muito radical. Uma estrutura social muito específica - capaz de preservar níveis anormalmente elevados de confiança e responsabilidade pública - deveria ter evoluído antes ou concomitantemente com a linguagem para fazer de uma dependência de "sinais simples '(palavras) uma estratégia evolutivamente estável.
Como o surgimento da linguagem ocorreu há tempo na pré-história humana, os estágios relevantes de desenvolvimento não deixaram vestígios históricos diretos e nem pode haver comparação com processos evolutivos das linguagens observados hoje. Mesmo assim, o surgimento de novas línguas de sinais nos tempos modernos – a língua de sinais nicaraguense, por exemplo - pode potencialmente oferecer pistas sobre os estágios de desenvolvimento e processos criativos necessários para tal evolução. Outra abordagem tem sido a de inspecionar os primeiros fósseis humanos, procurando por traços de adaptação física ao uso da língua. Em alguns casos, quando o DNA de seres humanos extintos pode ser recuperado, a presença ou ausência de genes supostamente relevantes para a linguagem - Foxp2 é um exemplo - pode se provar bastante informativa. Uma outra abordagem, essa arqueológica, é procurar nos comportamentos simbólicos (como em atividades rituais repetidas) que tivessem deixado traços arqueológicos, tais como coleta de minerais e a modificação de pigmentos ocre para pintura corporal, argumentos teóricos para justificar inferências de simbolismo em geral para linguagens propriamente ditas.
O intervalo de tempo para a evolução da linguagem e/ou de seus pré-requisitos anatômicos se estende, pelo menos em princípio, a partir da divergência filogenética do gênero Homo (entre 2,3 milhões e 2,4 milhões de anos atrás) do gênero Pan (entre 5 milhões e 6 milhões de anos atrás) até o surgimento de grande modernidade comportamental, cerca de 150.000 a 50.000 anos atrás. Poucos negam que ao Australopithecus provavelmente faltou uma comunicação vocal significativamente mais sofisticada do que a dos Hominidae em geral, mas opiniões acadêmicas variam quanto aos desenvolvimentos ocorridos desde o aparecimento do gênero Homo cerca de 2,5 milhões de anos atrás. Alguns estudiosos assumem o desenvolvimento de sistemas de linguagem primitivos (protolínguas) desde o Homo habilis, enquanto outros colocam o desenvolvimento da comunicação simbólica apenas a partir de Homo erectus (1,8 milhão de anos atrás) ou Homo heidelbergensis (600 mil anos atrás) e o desenvolvimento de uma linguagem adequada com Homo sapiens, há menos de 200 mil anos.
Usando métodos estatísticos para estimar o tempo necessário para atingir a atual difusão e diversidade de línguas modernas, Johanna Nichols - linguista da Universidade da Califórnia, Berkeley - argumentou em 1998 que as línguas vocais devem ter começado a se diversificar em nossa espécie há pelo menos 100 mil anos. Usando diversidade fonêmica, uma análise mais recente que provém de base diretamente linguística, chega-se a datas entre 150 mil e 300 mil anos atrás. As estimativas desse tipo são embasadas de forma independente pela genética, arqueologia, paleontologia e muitas outras evidências, sugerindo que a linguagem surgiu provavelmente em algum lugar na África sub-saariana durante a Idade da Pedra Média, mais ou menos contemporaneamente ao advento do Homo sapiens.
Os linguistas concordam que, com a exceção de idiomas propositalmente simplifcados como  o Pidgin, não há línguas "primitivas": Todas as populações humanas modernas falam línguas de poder expressivo comparável, apesar de muitos estudos recentes terem explorado como a complexidade linguística varia entre as línguas ao longo do tempo histórico. Este foi um debate sério e desafiante na linguística contemporânea até o início do século XXI. O consenso atual de que nenhuma das línguas modernas é realmente primitiva é a última grande mudança nas abordagens linguísticas sobre o assunto.

## Hipóteses

### Primeiras ideias
Em 1861, Charles Darwin escreveu “Não posso duvidar que a linguagem deva sua origem à imitação e modificação, com apoio de sinais e gestos, de vários sons naturais, vozes de outros animais, e gritos instintivos do próprio homem". No mesmo ano, o linguísta Max Müller publicou uma lista especulativa de teorias referentes às origem da linguagem falada.
- Bow-wow. A teoria bow-wow ou cuckoo, que Müller atribuiu ao filósofo alemão Johann Gottfried Herder, diz que as primeiras palavras seriam como imitações de sons de animais e pássaros.
- Pooh-pooh. A teoria pooh-pooh vê a Teoria Interjeicional de Demócrito - primeiras palavras sendo interjeições e exclamações emocionais motivadas por prazer, dor, surpresa, etc.
- Ding-dong. Müller sugeriu no que ele chamou de teoria ding-dong, que todas as coisas têm uma ressonância de vibração natural, as quais ecoaram de alguma forma no homem em suas primeiras palavras.
- Yo-he-ho. A teoria yo-he-ho via a linguagem emergindo do trabalho rítmico coletivo, a tentativa de sincronizar o esforço muscular, resultando em sons como vamos (heave) alternado com sons como ho.
- Ta-ta. Isso não figurava na lista de Max Müller, tendo sido proposto em 1930 por Sir Richard Paget.[39] De acordo com a teoria ta-ta, os humanos fizeram as primeiras palavras por movimentos da língua que imitavam gestos manuais, tornando-os audíveis.

A maioria dos estudiosos hoje considera que essas cinco teorias não são de todo equivocadas e que elas ocasionalmente oferecem sugestões que, ainda que curiosas, cômicas, irrelevantes ou ingênuas, devem ser levadas em consideração para o esclarecimento do mistério. O problema com essas teorias é que elas são estritamente mecanicistas, não levando em conta outros fatores. Elas assumem que uma vez que os nossos antepassados perceberam uma forma de trabalhar o engenhoso “mecanismo” necessário para ligar sons e significados, a linguagem evoluiu e veio se modificando.

### Confiabilidade e decepção
Do ponto de vista da ciência moderna, o principal obstáculo para a evolução da comunicação na forma de linguagem na natureza não é mecanicista. Pelo contrário, é o fato de que os símbolos - associações arbitrárias de sons ou outras formas perceptíveis com seus significados correspondentes - não são confiáveis e podem muito bem ser falsos. Esse problema da confiabilidade não foi em nada considerado por Darwin, Müller ou por outros pioneiros teóricos evolucionistas.
Sinais vocais de animais são, na maior parte das vezes, intrinsecamente confiáveis. Quando um gato ronrona, o sinal constitui evidência direta do estado de contentamento do animal. Nós podemos "confiar" nesse sinal não porque o gato está inclinado a ser honesto, mas porque ele simplesmente não pode fingir com um som. As manifestações vocais dos primatas podem ser ligeiramente mais manipuláveis, mas elas permanecem confiáveis, pela mesma razão – eles não têm muita facilidade para falsear. A inteligência social dos primatas é maquiavélica, visa interesses próprios sem restrições por escrúpulos morais. Macacos, símios e humanos muitas vezes tentam enganar uns aos outros e, ao mesmo tempo, estão constantemente em guarda para não serem vítimas de engodos. De forma paradoxal, é precisamente a resistência dos primatas a serem enganados que bloqueia a evolução de seus sistemas de sinalização por vias semelhantes à linguagem. A linguagem é descartada porque a melhor maneira de se proteger contra ser enganado é ignorar todos os sinais, exceto aqueles que são imediatamente verificáveis. Palavras não conseguem automaticamente passar nesse teste.
As palavras são fáceis de falsificar. Se forem mentiras, quem as ouve deve se adaptar para ignorá-las em favor de outros sinais ou pistas difíceis de falsificar. Para a linguagem funcionar, os ouvintes devem ter certeza de que as pessoas com quem eles estão falando têm condições de ser preferencialmente honestas. Uma característica peculiar da linguagem é o deslocamento de referência, o que significa referência a temas fora da situação realmente perceptível, o “mudar de assunto”. Essa propriedade impede que declarações sejam corroboradas no imediato "aqui" e "agora". Por este motivo, a linguagem pressupõe níveis relativamente altos de confiança mútua, a fim de se estabelecer ao longo do tempo como uma “estratégia evolutivamente estável”. Essa estabilidade nasce da confiança mútua de longa data e é o que concede à linguagem a sua autoridade. A teoria das origens da linguagem deve, portanto, explicar por que os seres humanos poderiam ter começado a confiar em sinais simples de uma forma que outros animais, aparentemente, não podem fazê-lo.

### Língua das mães
A hipótese da “língua das mães” foi proposta em 2004 como uma possível solução para o mistério da origem das línguas. A convergência de interesses genéticos entre parentes pode ser parte da resposta. Fitch sugere que as línguas eram originalmente "línguas maternas". Se a linguagem evoluiu inicialmente para a comunicação entre mães e seus próprios filhos biológicos, estendendo-se mais tarde para incluir parentes adultos, os interesses de quem fala e de quem ouve tenderiam a coincidir. Fitch argumenta que interesses genéticos compartilhados teriam levado a suficientes níveis de confiança e cooperação para que sinais intrinsecamente não confiáveis –palavras – se tornassem aceitos como confiáveis, assim começando essa evolução.
Os críticos dessa teoria apontam que a seleção de parentesco não é exclusiva dos seres humanos. Mães símias também compartilham genes com seus descendentes, assim como todos os animais, então por que só os humanos falariam? Além disso, é difícil acreditar que os primeiros humanos tivessem comunicação linguística restrita para parentes genéticos: o tabu do incesto deve ter forçado homens e mulheres a interagirem e se comunicar com não parentes. Assim, mesmo se aceitassem as premissas iniciais da Fitch, a extensão das redes de comunicação postuladas como "língua materna" de parentes para não parentes permaneceria não explicada. Fitch argumenta, porém, que o longo período de imaturidade física dos bebês humanos e o desenvolvimento extra-uterino do encéfalo humano dá à relação homem-criança um período diferente e mais prolongado de dependência entre as gerações do que a encontrada em qualquer outra espécie.

### Altruísmo recíproco
Ib Ulbæk invoca um outro princípio darwinista padrão - "altruísmo recíproco" para explicar os níveis anormalmente elevados de honestidade intencional necessária para a língua evoluir. "Altruísmo recíproco" pode ser expresso como o princípio de que se você coça minhas costas, eu coço as suas. Em termos linguísticos, isso significaria que "se você falar a verdade para mim, eu vou falar a verdade para você". O altruísmo recíproco ordinário darwiniano, diz Ulbæk, é uma relação estabelecida entre os indivíduos que interagem com frequência. Para a linguagem prevalecer em toda uma comunidade, no entanto, a reciprocidade necessária teria de ser aplicada universalmente, em vez de se deixar isso à escolha individual. Ulbæk conclui que, para a linguagem evoluir, a sociedade deve ter estado sujeita desde o início e como um todo a uma regulação moral. A evolução de tal altruísmo recíproco e o problema do dilema do prisioneiro associado à clandestinidade e à deserção, têm sido usados para explicar o rápido aumento da encefalização socialmente orientada e associada com a transição de Australopithecus para Homo sapiens primitivo.
Os críticos apontam que essa teoria não explica quando, como, por que e por quem o "altruísmo recíproco obrigatório" poderia ter sido aplicado. Várias propostas têm sido oferecidos para esclarecer essa dúvida. Uma outra crítica é que a linguagem não funciona de modo algum com base do altruísmo recíproco. Os seres humanos, em grupos de conversação, não compartilham informações somente com aqueles que possam oferecer informações valiosas em troca. Pelo contrário, eles parecem querer anunciar ao mundo o seu acesso a uma informação socialmente relevante, transmitindo-a para quem quiser ouvir sem pensar numa possível reciprocidade.

### Boatos e carinhos
Há milhões de anos os símios africanos começaram a dedicar tempo, que poderia ter sido gasto em forrageamento, na limpeza e cuidados mútuos (grooming), uma prática que fortalece alianças e hierarquias, permitindo que as populações se unam para afastar os predadores com mais sucesso. Boatos, fofocas e rumores, conforme Robin Dunbar, tem, em populações humanas, efeitos semelhantes àqueles causados por cuidados mútuos manuais em outros primatas, resultando desta forma em relações de compromisso e confiança.
No caso do aliciamento ou grooming social, sabe-se que a prática é extremamente efetiva para a liberação de endorfina, o que relaciona-se com relaxamento, diminuição da frequência cardíaca e redução de sinais de nervosismo. Além disso, a quantidade de grooming em primatas está diretamente ligada ao tamanho dos grupos em que vivem, pois aparentemente o funcionamento de uma aliança está diretamente relacionado a quanto tempo é dedicado ao grooming pelos seus membros, sendo o limite superior cerca de 20% do tempo total de vigília de cada dia.
Os humanos estão familiarizados com essa troca de carinhos manuais, e é possível notar uma preferência pela realização destes atos em nossas relações mais íntimas. Sendo assim, a linguagem, nessas situações, torna-se insuficiente ou até inadequada para a expressão das emoções mais profundas, e com isso recorremos a formas físicas de contato para comunicação, como acariciar, esfregar, aconchegar, entre outras.
Neste ponto da nossa história evolutiva, grupos de hominídeos começaram a forçar o limite de tamanho do grupo e a única maneira de romper esse teto, para viver em grupos maiores, foi encontrar um mecanismo alternativo de vínculo, em que o tempo social disponível fosse utilizado de forma mais eficiente. A linguagem, neste contexto, parece encaixar-se perfeitamente à função, já que permite um aumento significativo de interação entre os membros do grupo e libera as mãos, permitindo assim a realização de outras atividades essenciais enquanto os indivíduos se comunicam. Logo, é possível utilizar o tempo de forma mais eficaz para acumular mais conhecimento em um tempo limitado.
Vale dizer que a prática do “grooming social ” é uma atividade majoritariamente individual, enquanto os grupos de conversação contêm mais indivíduos. Curiosamente, nossa alocação de tempo social está no limite superior do observado em primatas, simplesmente porque usamos o tempo de forma mais eficiente e a linguagem nos permite fazê-lo.
Sendo assim, a partir desse momento, para manter seus aliados felizes, era necessário então acariciá-los com sons de voz simples, de baixo custo, os quais gradualmente se modificaram na linguagem vocal - inicialmente na forma de 'fofocas'. Enquanto o aliciamento vocal precisava ser semelhante a uma música para fornecer os mecanismos de reforço de estimulação tipo opiácea, que tornam prazeroso o aliciamento, a fofoca fornece um tipo diferente de benefício - as informações sociais.
O termo "fofoca" adquiriu reputação maliciosa com o decorrer do tempo, sendo relacionado a algo destrutivo que deve ser repudiado, além de ser associado principalmente a conversas que tenham como ponto central difamar semelhantes, interferindo assim no bom andamento das relações sociais nas quais todos estamos inseridos. No entanto, o termo "fofoca" não tinha originalmente essa conotação, significando simplesmente que o indivíduo empenhava-se em desenvolver atividades com quem se era próximo, por meio de conversas, contar histórias e passar tempo com seus conhecidos. Sendo assim, a fofoca seria o núcleo das relações sociais humanas e da própria sociedade, e de acordo com a teoria de Robin Dunbar (1997) sobre a evolução da linguagem, a fofoca é o que permite que os humanos mantenham a coesão social em grupos muito grandes.
A linguagem possui diversas funções. A primeira delas é buscar conselhos ou discutir situações hipotéticas (“Como você se comportaria se…?”). A segunda é o policiamento das pessoas que fazem parte da sociedade com o objetivo de verificar se elas estão cumprindo com as normas impostas. Como terceira função, a linguagem torna possível dizer quem somos para as outras pessoas, tornando-nos capazes de exibir nossas qualidades para os outros em busca de um parceiro ou de um potencial aliado. Por fim, a linguagem pode ser usada para enganar, repassando aos outros informações que visam o nosso próprio bem.
É importante notar que a linguagem tem diversas maneiras de ser utilizada, entretanto, todas partem do pressuposto de que a linguagem evoluiu para nos permitir unir grandes grupos sociais, uma vez que as outras funções não seriam de fato relevantes se não vivêssemos em grandes grupos, por exemplo.
Há uma distinção entre o uso social e técnico da linguagem. A linguagem nos permite a troca de informações de maneira geral. Entretanto, linguistas têm assumido que a linguagem evoluiu para permitir que os nossos ancestrais trocassem informações acerca dos aspectos do mundo físico em que viviam, como “Nunca nade no rio porque há crocodilos lá”. Essa visão técnica nos levou a encarar quaisquer outros usos da linguagem como triviais e, em grande parte, impulsionados pelo tédio da ociosidade. Foi dessa forma que a fofoca adquiriu sua má reputação, sendo vista como mera perda de tempo quando poderíamos estar falando sobre detalhes técnicos, como formas eficientes para se conseguir dinheiro, por exemplo. Dessa maneira, há um debate sobre a função da linguagem: se ela evoluiu para facilitar a troca de informações tecnológicas ou para facilitar a troca de informações sociais.
Foi feito um estudo visando saber como a linguagem é utilizada e sobre o que é falado nas conversas. Os pesquisadores realizaram diversos estudos observacionais em locais públicos e verificaram o conteúdo das falas em intervalos de 30s. O conteúdo das conversas foi dividido em categorias amplamente definidas: social, política, esportiva, cultural, musical e técnica. Os resultados obtidos foram analisados e os tópicos sociais (definidos como “fofocas”) correspondiam a 65% do tempo de fala, enquanto os outros tópicos representavam apenas cerca de um terço do tempo de conversação. Ou seja, as conversas que ocorrem naturalmente são dominadas por tópicos sociais.
Ainda com relação ao estudo citado, avaliou-se que a linguagem era mais utilizada como uma forma de acompanhar outros indivíduos inseridos nas suas redes de comunicação e também de anunciar as próprias vantagens como amigo, aliado ou companheiro. Outras evidências sugerem que a fofoca sempre foi importante socialmente. Como exemplo, pode-se citar a Europa, onde a fama de uma pessoa era altamente dependente do que os outros diziam sobre ela, sendo uma fonte considerável de angústia social e algo a ser manipulado por outros em conversas alheias. Isso confirma um dos argumentos de Emler (1990), segundo quem um dos principais objetivos da fofoca é a gestão da reputação, mesmo nas sociedades mais modernas.
Tudo iniciou quando os seres humanos que viviam em grupos sociais cada vez maiores perceberam que a tarefa de acariciar e aliciar todos os seus amigos e conhecidos se tornou tão trabalhosa que se provou inviável, argumenta Dunbar. Em resposta a este problema, os humanos inventaram "uma forma barata e ultra-eficiente de aliciamento” — o aliciamento vocal. Para manter seus aliados felizes, era necessário acariciá-los com sons de voz simples, de baixo custo, atendendo vários aliados e mantendo simultaneamente as duas mãos livres para outras tarefas. Esse aliciamento vocal gradualmente evoluiu para a linguagem vocal - inicialmente na forma de 'fofocas'.
Os críticos da teoria de que o aliciamento vocal surgiu devido a demandas que o aliciamento manual não era capaz de cumprir, e que gradualmente evoluiu para a linguagem vocal, apontam que a própria eficiência do 'aliciamento vocal' - o fato de que palavras sejam tão simples e tenham um custo tão baixo - teria prejudicado sua capacidade de sinalizar o mesmo grau de comprometimento que o aliciamento manual, tão custoso e demorado.
Sendo assim, Camilla Power (1998) argumenta que os rituais, forma de aliciamento manual em grande escala do grupo, seriam um pré-requisito para que a fofoca funcionasse, visto que formariam coalizões de grande escala por meio de intensas experiências físicas e emocionais, estabelecendo relações de confiança que seriam necessárias para a transmissão amplificada de informações sociais entre os grande grupos.
Uma outra crítica é que a teoria não explica a transição crucial do dito "carinho vocal" - produção de sons agradáveis, mas sem sentido - às complexidades cognitivas de discurso sintático. Essa crítica, no entanto, assume que partir desse aliciamento vocal e chegar a uma linguagem vocal exige que se passe por alguns passos complexos até a fala em si. A crítica anterior também parece assumir uma superioridade não tão aparente do aliciamento físico sobre o vocal, ao dizer que a segunda não tem a mesma capacidade de sinalizar compromisso. Por exemplo, estudos têm demonstrado que, na afinidade de uma criança com a mãe, não se pode afirmar que haja vantagens das ações manuais sobre as vocais.
Em relação ao tempo evolutivo, embora o Homo erectus tenha existido há cerca de 2 milhões de anos atrás, este, segundo estudos, não possuía um aparelho vocal humano totalmente desenvolvido, com isso o “aliciamento vocal” na forma de conversas sem sentido complementaria o aliciamento manual/ físico, resultando em comunidades maiores. Já o Homo neanderthalensis, que coexistiu com humanos anatomicamente modernos na Eurásia há milênios, aparentemente nunca desenvolveu linguagem, uma desvantagem evolutiva visto que competia por recursos com Homo sapiens, desenvolvido linguisticamente.
Cerca de 250 mil anos atrás, o Homo sapiens desenvolve a fala, o que permite que os indivíduos troquem rapidamente relatórios sobre outros, sendo um meio mais eficiente de gerenciar um grupo, permitindo assim populações maiores e mais complexas. Estendendo a teoria de Dunbar para atualmente, o sociólogo Zeynep Tufekci descobriu que os usuários ativos de mídia social são significativamente mais propensos do que seus pares a expressar curiosidade sobre a vida de outras pessoas e manter contato com amigos. Se isso confere vantagens evolutivas, ainda não se sabe.

### Rituais e fala
A teoria da coevolução conjunta do Ritual e da Fala foi originalmente proposta pelo antropólogo social, Roy Rappaport antes de ser elaborada por antropólogos como Chris Knight., Jerome Lewis, Nick Enfield, Camilla Power and Ian Watts. O cientista e engenheiro cognitivo e de robótica Luc Steels é outro proeminente defensor desta abordagem geral, como também é o antropólogo biológico/neurocientista Terrence Deacon.
Esses estudiosos argumentam que não pode haver tal como uma "teoria das origens da linguagem". Isso porque a língua não é uma adaptação separada, mas um aspecto interno de algo muito mais amplo - ou seja, da cultura simbólica humana como um todo. As tentativas de explicar a linguagem, independentemente do presente contexto mais amplo, têm espetacularmente falhado, dizem esses cientistas, porque se está lidando com um problema sem solução. Podemos imaginar um historiador do futuro tentando explicar o surgimento dos cartões de crédito, de forma independente do sistema mais amplo do qual eles fazem parte? Usar um cartão de crédito só faz sentido se você tem uma conta bancária institucionalmente reconhecida dentro de um determinado tipo de sociedade capitalista avançada e num ambiente em que as tecnologia das comunicações eletrônicas e computadores digitais já foram criadas, na qual fraudes podem ser detectadas e evitadas. Da mesma forma, a linguagem não iria funcionar fora de um conjunto específico de mecanismos e instituições sociais de uma época, de um grupo social. Por exemplo, a linguagem no nosso conceito presente não seria adequada para um macaco se comunicar com outros macacos em estado selvagem. Nem mesmo o macaco mais inteligente poderia ter algo como uma língua em tais condições.
Os defensores desta escola de pensamento apontam que as palavras são fáceis, têm pouco valor. Como imagens holográficas, elas são intrinsecamente não confiáveis. Se um macaco especialmente inteligente, ou até mesmo um grupo de macacos bem articulados, tentarem usar palavras em estado selvagem, elas não carregariam nenhuma convicção. As vocalizações de primatas que realmente apresentam convicções - as quais eles realmente usam - são bem diferentes das nossas palavras, por serem emocionalmente expressivas, intrinsecamente significativas e confiáveis, por serem relativamente custosas e difíceis de falsificar.
Linguagens orais e gestuais consistem em formações de padrões cujo custo é essencialmente zero. Como convenções sociais puras, sinais deste tipo não poderiam ter evoluído num mundo social “darwiniano” - eles são uma impossibilidade teórica. Sendo intrinsecamente não confiável, a linguagem só funciona se quem fala puder construir uma reputação de confiabilidade dentro de um determinado tipo de sociedade - ou seja, aquela reputação via fatos culturais simbólicos (às vezes chamados "fatos institucionais") que pode ser estabelecida e mantida por meio de um endosso social coletivo. Em qualquer sociedade de caçadores-coletores, o mecanismo básico para estabelecer confiança em fatos culturais simbólico é o ritual coletivo. Portanto, a tarefa dos que pesquisam sobre as origens da linguagem é mais multidisciplinar do que normalmente se suporia. Trata-se de abordar a emergência evolutiva da cultura simbólica humana como um todo, com a linguagem como um componente importante, mas secundário.
Os críticos da teoria incluem Noam Chomsky, que conclui com a hipótese de "não existência" - uma negação da própria existência da língua como objeto de estudo para a ciência natural. A teoria de Chomsky é a de que a linguagem surgiu em um instante e já na perfeita forma, levando seus críticos, por sua vez, à réplica de que somente algo que não existisse, uma construção teórica ou conveniente ficção científica, poderia surgir de uma forma tão milagrosa. A controvérsia não tem solução.

### Resiliência de ferramentas, gramática e produção de linguagem
O uso de ferramentas acheulianas começou durante o Paleolítico Inferior há aproximadamente 1.75 milhões de anos atrás. Estudos focados na lateralização da produção de linguagem e da produção de ferramentas acheulianas mostrou áreas semelhantes de fluxo sanguíneo cerebral quando engajando nessas atividades separadamente, o que sugere que as funções cerebrais necessárias para a propagação da cultura de produção de ferramentas através de gerações é consistente com aquelas necessárias para a produção de linguagem. Pesquisadores utilizaram ultrasonografia funcional transcranial com Doppler (fTDC) e pediram aos participantes que desenvolvessem atividades relacionadas com a criação de ferramentas, utilizando os mesmos métodos do Paleolítico Inferior, além de uma tarefa especialmente desenvovlida para geração de palavras. O propósito do teste era focar no aspecto do planejamento da manufatura de ferramentas acheulianas e geração de palavras a partir de uma "deixa" (um exemplo desse tipo de geração de palavras seria tentar listar todas as palavras começando com uma dada letra). Teorias de que a linguagem se desenvolveu lado a lado com o uso de ferramentas já foram criadas por múltiplos indivíduos, mas até recentemente existia pouca evidência empírica que apoiasse as hipóteses. Focando nos resultados do estudo desenvolvido por Uomini et. al., encontra-se evidência do uso das mesmas áreas cerebrais para a geração de palavras a partir de uma deixa e uso de ferramentas acheulianas. A relação entre o uso de ferramentas e produção de linguagem também é encontrada nas áreas de memória de trabalho e de planejamento e foi similar entre vários participantes  aumentando a credibilidade da teoria de que a linguagem se desenvolveu conjuntamente com o uso de ferramentas no Paleolítico Inferior. 

### Teoria Humanística
A tradição humanística considera a linguagem como uma invenção humana. O filósofo renascentista Antoine Arnauld deu uma descrição detalhada da sua ideia da origem da linguagem na Gramática de Port-Royal. De acordo com o filósofo, pessoas são racionais e sociais por natureza, e isso os trouxe a necessidade de criar a linguagem como uma forma de comunicar suas ideias uns aos outros. A construção da linguagem teria ocorrido por um processo lento e gradual. Em teorias mais atuais, principalmente na linguística funcional, a primazia da comunicação é enfatizada sobre as necessidades psicológicas.
A forma exata como a linguagem evoluiu, entretanto, não é considerada vital para o estudo das línguas. O linguista estrutural Ferdinand de Saussure abandonou a linguística evolutiva depois de chegar a conclusão firma de que ela não era capaz de produzir mais nenhum insight revolucionário após os trabalhos principais em linguística histórica serem concluídos ao fim do século XIV. Saussure era particularmente cético quando se dizia das tentativas de August Schleicher e outros linguistas darwinistas de acessar línguas pré-históricas através de uma série de reconstruções de proto-linguagens.
A solução de Saussure para o problema da evolução da linguagem envolve uma divisão da linguística teórica em duas. Linguística evolutiva e histórica são unidas e renomeadas como linguística diacrônica: o estudo da mudança linguística. Entretanto, ela possuí um poder explciativo limitado devido a inadequação de todo o material de pesquisa que poderia ser disponibilizado. A linguística sincrônica, em contraste, tem como objetivo aumentar o entendimento dos cientistas sobre a linguagem através do estudo de linguagens, contemporâneas ou não, como um sistema por si só. 
Embora Saussure tenha colocado o foco na linguística diacrônica, estruturalistas posteriores que igualaram o estruturalismo com a análise sincrônica foram por vezes criticados de a-historicismo. De acordo com o antropólogo estrutural Claude Lévi-Strauss, linguagem e significado —em oposição ao "conhecimento, que se desenvolve lenta e progressivamente"— devem ter aparecido em um instante.
O estruturalismo, introduzido inicialmente na sociologia por Émile Durkheim, é um tipo de teoria evolutiva humanística que explica a diversificação como necessária pela crescente complexidade. Houve uma mudança de foco para uma explicação funcional após a morte de Saussure. Estruturalistas funcionais incluindo os linguistas do Círculo de Praga e André Martinet explicaram o crescimento e manutenção de estruturas como necessários pelas suas funções. Por exemplo, tecnologias novas trazem com elas a necessidade de pessoas inventarem novas palavras, mas essas palavras podem perder sua função e até serem esquecidas conforme as tecnologias são eventualmente trocadas por tecnologias ainda mais modernas. 

### Teoria da mutação única de Chomsky
De acordo com a teoria da mutação única de Noam Chomsky, a emergência da linguagem foi semelhante a formação de um cristal: com  a infinidade digital como o cristal semente num cérebro de primata super-saturado, no limite de florescer como a mente humana, por leis da física, assim que a evolução adicinou uma única pedra crucial e diminuta. Portanto, nessa teoria, a linguagem apareceu de maneira um tanto súbita na história da evolução humana. Chomsky, escrevendo com o linguista computacional e cientista computacional Robert C. Berwick, sugere que esse cenário é completamente compatível com a biologia moderna. Ambos notam que "nenhuma das teorias recentes sobre a evolução da linguagem humana parecem ter completamente entendido a mudança do darwinismo convencional para a sua versão moderna totalmente estocástica— especificamente, que existem efeitos estocásticos não apenas devido a amostragem não direcionada da deriva genética mas também devido a variação estocástica direcionada em fitness, migração e herdabilidade—todas as forças que afetam frequências individuais de genes. Tudo isso pode afetar resultados evolutivos—resultados que, aparentemente, não são mencionados em livros recentes sobre a evolução da linguagem, mas seriam imediatamente evocados no caso de qualquer inovação individual ou genética, precisamente o cenário que deve estar ocorrendo na emergência de linguagem." 
Citando o geneticista evolutivo Svante Pääbo, ambos concluem que uma diferença substancial deve ter ocorrido para diferenciar Homo sapiens dos neandertais e "incitar a implacável distribuição da nossa espécie, que nunca antes havia cruzado águas abertas, para fora da África e através de todo o planeta em apenas algumas dezenas de milhares de anos... O que nós não vemos é qualquer tipo de "gradualismo" em novas tecnologias como ferramentas ou inovações como fogo, abrigos e arte figurativa." Berwick e Chomsky portanto sugerem que a linguagem emergiu aproximadamente entre 200,000 e 60,000 anos atrás (entre a aparição dos primeiros humanos anatomicamente modernos no sul da África e o último êxodo da África, respectivamente). "Isso nos deixa com cerca de 130,000 anos, ou aproximadamente 5,000-6,000 gerações de tempo para mudanças evolutivas. Não seria uma mudança "do dia para a noite em uma geração" como alguns tem (incorretamente) inferido—mas também não é um fenômeno de escala geológica. É tempo o suficiente—dentro da expectativa de Nilsson e Pelger (1994) do tempo necessário para a evolução completa de um olho vertebrado a partir de uma única célula, mesmo sem invocar quaisquer efeitos "evo-devo"."
A teoria da mutação-única da evolução da linguagem foi diretamente questionada de várias frentes. Uma análise formal da probabilidade de tal mutação ocorrer e proceder para a fixação na espécie concluiu que tal cenário é improvável, com múltiplas mutações com efeitos moderados sobre o fitness evolutivo sendo mais prováveis. Outras críticas questionam a lógica do argumento para uma única mutação e trazem que, a partir da simplicidade formal de Merge, a capacidade considerada por Berwick e Chomsky como central para a emergência repentina da linguagem, não é possível derivar o número de passos evolutivos que levaram a ela. 

### Teoria de Rômulo e Remo
Veja também: Recursividade na linguagem
A hipótese de Rômulo e Remo, proposta pelo neurocientista Andrey Vyshedskiy, busca resolver a questão do porque o aparato de fala moderno originou-se mais de 500,000 anos antes dos sinais mais antigos da imaginação humana moderna. Essa hipótese propõe que houve duas fases que levaram a linguagem recursiva moderna. O fenômeno da recursividade ocorre através de muitos domínios linguísticos, mais proeminente na sintaxe e morfologia. Portanto, abrigar uma estrutura como uma frase ou palavra dentro dela mesma permite a geração de potenciais infinitas novas variações daquela estrutura. Por exemplo, a frase base (Pedro gosta de maçãs) pode ser infinitamente abrigada em várias outras cláusulas irrealis, produzindo (Maria disse que (Pedro gosta de maçãs)), (Paulo acredita que (Maria disse que (Pedro gosta de maçãs))), e por aí vai.
A primeira fase inclui o desenvolvimento lento de linguagem não recursiva com um vocabulário grande, em conjunto com o aparato de fala moderno - mudanças no arco hióide, controle voluntário aumentado dos músculos do diafragma, evolução do gene FOXP2 e outras mudanças. A segunda fase foi um rápido passo-único Chomskiano, consistindo em três eventos distintos que ocorreram em rápida sucessão por volta de 70,000 anos atrás, permitindo a mudança de linguagem não recursiva para linguagem recursiva em hominídeos antigos:
1. Uma mutação genética que desacelerou o período crítico de síntese pré-frontal (PFS) em pelo menos duas crianças que viviam juntas.
2. A partir disso, as crianças em questão passaram a criar elementos recursivos de linguagem como preposições espaciais.
3. Finalmente, esses elementos se uniram a linguagem não recursiva dos pais dessas crianças, criando a linguagem recursiva.[84]

Não é suficiente que as crianças tenham um córtex pré-frontal moderno (CPF) para permitir o desenvolvimento do PFS, as crianças também devem estar mentalmente estimuladas e já possuir elementos recursivos em sua linguagem para adquirir o PFS. Como seus pais não poderiam ter inventado esses elementos, as crianças teriam que ter feito isso elas mesmas, o que é uma ocorrência comum entre crianças jovens que moram juntas, num processo conhecido como criptofasia. Isso significa que um desenvolvimento atrasado do córtex pré-frontal teria permitido mais tempo para o desenvolvimento do PFS e elementos recursivos. 
O atraso no desenvolvimento do córtex pré-frontal também possui consequências negativas, como um período mais longo de dependência dos pais para sobreviver e taxas menores de sobrevivência. Para que a linguagem moderna possa ter ocorrido, o atraso no desenvolvimento do CPF teria que possuir um benefício de sobrevivência imenso na vida adulta, como a habilidade de síntese pré-frontal. Isso sugere que a mutação que causou o atraso do CPF e o desenvolvimento de linguagem recursiva e PFS ocorreram simultaneamente, o que se alinha com as evidências de um gargalo genético por volta de 70,000 anos atrás. O gargalo poderia ser o resultado de poucos indivíduos que desenvolveram o PFS e a linguagem recursiva, os dando vantagem competitiva significativa sobre outros humanos na mesma época.

### Torre de Babel
Também foi sugerido que a linguagem poderia ter evoluído em parte para bloquear a comunicação e segregar cada tribo, isolando-as das contaminações de outras tribos. Isso está relacionado com o paradoxo da língua codificada, a história da Torre de Babel e os rituais de aliciamento (grooming) dentro da tribo.

### Gestos
A teoria gestual enuncia que a linguagem humana se originou dos gestos que eram usados para comunicação.
Dois tipos de evidências suportam esta teoria:
- A língua gestual e a linguagem vocal dependem de sistemas neurais semelhantes. As regiões do córtex cerebral responsáveis pelos movimentos da boca e da mão ficam próximas.
- Primatas não humanos podem usar gestos ou símbolos, ainda que sejam primitivos, para a comunicação e alguns de tais gestos se assemelham aos dos seres humanos, tais como a "postura implorando", com as mãos estendidas, a qual compartilhamos com os chimpanzés.[88]

A pesquisa encontrou um forte apoio para a ideia de que a comunicação oral e aquela via gestos dependem de estruturas neurais semelhantes. Pacientes que utilizavam linguagem de sinais e que haviam sofrido lesão no hemisfério cerebral esquerdo mostravam os mesmos transtornos na língua de sinais que pacientes vocais em sua linguagem oral. Outros pesquisadores descobriram que as mesmas regiões cerebrais do hemisfério esquerdo que eram ativadas ao usar a língua de sinais também o eram durante o uso da linguagem vocal ou escrita.
A comunicação gestual em primatas é, no mínimo, parcialmente genética: macacos diferentes fazem gestos característicos de sua espécie, mesmo que nunca tenham visto um outro animal executar tal gesto. Por exemplo, os gorilas batem no peito. Isso mostra que os gestos são uma parte intrínseca e importante da comunicação entre primatas, o que apoia a ideia de que a linguagem evoluiu do gesto.
Outras evidências sugerem que gestos e linguagem vocal estão interligados. Nos seres humanos, apontar manualmente tem um efeito sobre as vocalizações simultâneas, criando, assim, certas associações vocais com esforços manuais. Chimpanzés movem suas bocas ao executar tarefas motoras finas. Esses mecanismos podem ter desempenhado um papel evolutivo que possibilitou o desenvolvimento da comunicação vocal intencional como um suplemento para a comunicação gestual. A modulação da voz pode ter sido motivada por ações manuais já existentes.
Há também o fato de que, desde a infância, gestos tanto complementam como preveem o discurso. Isso demonstra a ideia de que os gestos mudam rapidamente nos seres humanos, surgindo como o único meio de comunicação disponível (numa idade muito jovem) e posteriormente se tornando um comportamento complementar e preditivo que usamos como adultos, apesar de sermos capazes de nos comunicar verbalmente. Isso também serve como um paralelo à ideia de que os gestos se desenvolveram antes e que a linguagem foi posteriormente construída sobre os gestos.
Duas situações possíveis têm sido propostas para o desenvolvimento da linguagem, na qual uma delas dá suporte à teoria gestual:
- Língua desenvolvida a partir das chamadas vocais dos nossos antepassados na evolução.
- Língua derivada de gestos.

A primeira perspectiva diz que a linguagem evoluiu a partir dos brados de nossos antepassados. Parece lógico, porque os seres humanos e os animais emitem sons ou gritos. Uma razão evolutiva para refutar isso é que, anatomicamente, a área que controla o centro de chamadas em macacos e outros animais situa-se numa parte completamente diferente do cérebro do que nos seres humanos. Em macacos, este centro está localizado nas profundezas do cérebro relacionadas às emoções. No sistema humano, ele está localizado em uma área não relacionada à emoção. Os seres humanos podem se comunicar simplesmente para se comunicar - sem emoções. Portanto, anatomicamente, esse cenário não funcionaria. Portanto, recorremos à ideia de que a linguagem foi derivada do gesto (nós nos comunicamos por gestos primeiro e o sons para a comunicação vêm mais tarde).
A questão importante para a teoria gestual é entender como e porque houve uma mudança para a vocalização. Várias explicações têm sido propostas:
- Nossos ancestrais começaram a usar mais e mais ferramentas, o que significa que suas mãos estavam mais ocupadas e não podiam mais ser tão usadas para gesticular.[95]
- A gesticulação manual requer que os interlocutores estejam visíveis um para o outro. Em muitas situações, eles podem precisar se comunicar, mesmo sem contato visual: após o anoitecer ou quando a vegetação obstrui a visibilidade.
- Uma hipótese composta sustenta que a linguagem, em seu estado mais primitivo, era composta por uma parte gestual e uma parte de mimésis vocal (imitação "de música e dança"), combinando as duas modalidades, porque todos os sinais (como os de macacos) ainda precisavam ser mais elaborados e difíceis, a fim de serem intrinsecamente convincentes. Nesse caso, cada um desses dois “displays multimídia” teria necessidade não somente de remover ambiguidades no significado pretendido, mas também de inspirar confiança na infomação. Sugere-se, então, que apenas quando as regras de compreensão e entendimentos contratuais na comunidade toda estivessem muito bem estabelecidos,[96] se poderia automaticamente acreditar nas intenções de comunicação, permitindo assim que o Homo sapiens se deslocasse para um formato mais eficiente de conversação. Como características distintivas vocais (contrastes de som) são ideais para esse fim, foi apenas neste momento – quando a intrinsecamente persuasiva linguagem corporal não era mais necessária para transmitir cada mensagem - que a mudança decisiva do gesto manual para a nossa atual dependência primária em língua falada ocorreu.[17][19][97]

Os seres humanos ainda usam gestos manuais e faciais quando falam, especialmente quando as pessoas que se comunicam não têm nenhuma língua em comum. Há também, é claro, um grande número de línguas de sinais, associadas à comunidade da surdez; é importante notar que as línguas de sinais são iguais em termos de complexidade, sofisticação e poder expressivo. Para qualquer das funções cognitivas da linguagem oral, as partes do cérebro usadas são semelhantes às da língua falada. A principal diferença é que, ali, os "fonemas" são produzidos no exterior do corpo, articulados com as mãos, o corpo e a expressão facial, em vez de dentro do corpo articulados com a língua, os dentes, os lábios, e a respiração.
Os críticos da teoria gestual observam que é difícil definir razões sérias pelas quais a comunicação vocal inicialmente baseada em contrastes de tom (presente em primatas) seria abandonada em favor da comunicação muito menos eficaz não vocal, gestual. No entanto, Michael Corballis indicou que a comunicação vocal de primatas (ex.: chamadas de alarme) não pode ser controlada conscientemente, ao contrário do movimento da mão e, portanto, não é aceitável como precursora da linguagem humana; a vocalização dos primatas é bastante homóloga e ainda é observada em  reflexos involuntários de Homo sapiens atuais (relacionados às emoções humanas básicas), tais como gritos ou gargalhadas (o fato de que estes podem ser falsificados não desmente o fato de que sejam respostas involuntárias genuínas ao medo ou surpresa). Além disso, o gesto não é necessariamente menos eficaz, e dependendo da situação pode mesmo ser até vantajoso, por exemplo, num ambiente com muito ruído ou onde seja importante que a comunicação seja silenciosa, tal como na caça. Outros desafios para a teoria de "primeiro os gestos" foram apresentados por outros pesquisadores em psicolinguística, incluindo David McNeill.

### Sons associados com o uso de ferramentas na evolução da linguagem
Defensores da teoria motora da evolução da linguagem principalmente focaram no domínio visual e comunicação através da observação de movimentos. A hipótese de sons de uso de ferramentas sugere que a produção e percepção de sons também deve ter contribuído substancialmente, particularmente sons incidentais de locomoção (ISOL - incidental sound of locomotion) e sons de uso de ferramentas (TUS - tool use sound). O bipedalismo de humanos resultou em sons de locomoção incidentais mais previsíveis e rítmicos. Isso pode ter estimulado o desenvolvimento de habilidades musicais, memória de trabalho auditiva e habilidade de produzir vocalizações complexas e imitar sons da natureza. Como o cérebro humano extrai de maneira bastante eficiente informações sobre objetos e eventos a partir de sons que eles produzem, sons de uso de ferramentas e imitações desses sons podem ter tido uma função simbólica: a prevalência de simbolismo através de sons em várias linguagens extintas apoiam essa ideia. Sons de ferramentas produzidos por nós mesmos ativam o processamento multimodal do cérebro (neurônios motores, audição, propriocepção, toque, visão), e também estimulam os neurônios espelho audiovisuais de primatas, possivelmente estimulando o desenvolvimento de correntes de associação. O uso de ferramentas e gestos auditivos envolvem processamento motor dos membros anteriores, o que já foi implicado na evolução de comunicação vocal em vertebrados. A produção, percepção e imitação de sons de ferramentas pode ter resultado em um número limitado de vocalizações ou "proto-palavras" que eram associadas ao uso de ferramentas. Um novo jeito de se comunicar sobre ferramentas, especialmente quando elas estavam longe da visão, seria suficiente para garantir uma vantagem seletiva. Uma mudança gradual em propriedades acústicas e/ou significados poderia ter resultado em um repertório mais complexo de palavras. Humanos foram, de maneira crescente, expostos a sons de ferramentas durante milhões de anos, coincidindo com o período no qual a linguagem falada evoluiu. 

### Neurônios espelho e a origem da linguagem
Em humanos, estudos de ressonância magnética funcional têm relatado encontrar áreas homólogas ao sistema de neurônios espelho de macacos no córtex frontal inferior, próximo à área de Broca, uma das regiões de linguagem do cérebro. Isto levou a sugestões de que a linguagem humana evoluiu a partir do desempenho de um gesto/sistema de compreensão presente em neurônios espelho. Os neurônios espelho possuem o potencial de fornecer mecanismos de ação-compreensão, imitação-aprendizado e simulação do comportamento das outras pessoas. Esta hipótese é apoiada por alguns homologias citoarquitetônicas entre a área premotora F5 de macacos e área de Broca  em humanos.
A marcha da expansão do vocabulário tem ligação com a capacidade das crianças de espelhar vocalmente não-palavras e, assim, adquirir novas pronúncias. Tal expressão por repetição ocorre automaticamente e de forma rápida e espacialmente distinta no cérebro da percepção da fala. Além disso, tais imitações vocais podem ocorrer sem que haja compreensão, tais como em casos de speech shadowing e ecolalia. Outra evidência para esta ligação vem de um estudo recente em que a atividade cerebral de dois participantes foi medida usando ressonância magnética funcional enquanto eles estavam "gesticulando palavras" entre si usando gestos com as mãos, com num jogo de charadas - uma modalidade que alguns sugeriram representar o precursor evolutivo da linguagem humana. A análise dos dados usando a Casualidade de Granger revelou que o sistema de neurônios espelho do observador reflete de fato o padrão de atividade da atividade no sistema motor do remetente, apoiando a ideia de que o conceito motor associado às palavras é de fato transmitido de um cérebro para outro usando o sistema de neurônios espelho.
Deve ser notado que o sistema de neurônios espelho parece ser inerentemente inadequado para desempenhar qualquer papel na sintaxe, uma vez que esta propriedade definitória das línguas humanas, que é implementada na estrutura recursiva hierárquica, é como que aplainada em sequências lineares de fonemas tornando a estrutura recursiva não acessível a detecção sensorial.

### Teoria do acalentar do bebê
Conforme a teoria do 'acalentar do bebê' de Dean Falk, interações vocais entre mães e recém-nascidos de hominídeos mais desenvolvidos desencadearam uma seqüência de eventos que levaram, finalmente, às primeiras palavras dos nossos antepassados. A ideia básica é que durante sua evolução, as mães humanas, ao contrário do que ocorria com os outros símios, não podiam se movimentar e forragear com seus filhos se agarrando às suas costas. A falta de pelagem nos humanos deixava os bebês com dificuldade de se agarrar à suas mães. Freqüentemente, portanto, as mães tinham que colocar seus bebês no chão. Assim, esses bebês precisavam se sentir seguros e ter certeza de que eles não estavam sendo abandonados. As mães teriam, então, respondido desenvolvendo aquela "linguagem para bebês” - um sistema de comunicação dirigida para crianças pequenas a qual incluía expressões faciais, linguagem corporal, toques, carícias, risos, cócegas e outras chamadas de contato emocionalmente expressivas. O argumento é que a linguagem de alguma forma se desenvolveu a partir de tudo isso.
Os críticos alegam que, embora essa teoria possa explicar um certo tipo de 'proto-linguagem' dirigida para bebês, pouco explica o problema realmente difícil, que é saber como surgiu uma linguagem sintática entre adultos. No entanto, no seu livro “The Mental and Social Life of Babies”, o psicólogo Kenneth Kaye observou que nenhuma linguagem adulta utilizável poderia ter evoluído sem a comunicação interativa entre crianças muito pequenas e adultos. "Nenhuma sistema simbólico poderia ter sobrevivido de uma geração para a seguinte, se não pudesse ter sido facilmente adquirido por crianças pequenas nas condições normais da vida social".

### Teoria de-onde-ao-que
O modelo "de onde ao que" é um modelo de evolução de linguagem que deriva principalmente da organização do processamento de linguagem no cérebro em duas estruturas: o raio auditivo dorsal e o raio auditivo ventral. O modelo hipotetiza sete estágios da evolução da linguagem. A fala originou-se com o proósito de trocar chamados de contato entre mães e seus filhotes, para que se encontrassem no caso de uma separação. Os chamados de contato poderiam ser modificados com entonações para expressar um nível maior ou menor de descontentamento com a separação. O uso de dois tipos de chamados de contato permitiu a primeira conversa do tipo pergunta-resposta. Nesse cenário, após a criança emitir um chamado de baixo perigo para expressar um desejo de interagir com um objeto, a mãe poderia responder tanto com um outro chamado de baixo perigo (demonstrando aprovação frente a interação) ou um chamado de alto perigo (para expressar desaprovação). Com o tempo, o uso melhorado de entonações e controle vocal levou a invenção de chamados únicos (fonemas) associados com objetos distintos. Inicialmente, crianças aprendiam os chamados (ou fonemas) de seus pais imitando seus movimentos labiais. Eventualmente, crianças se tornaram capazes de armazenar todos os fonemas na sua memória de longo prazo. Consequentemente, a imitação através da leitura labial se tornou limitada a infância, e crianças mais velhas começaram a aprender novos chamados através da imitação sem leitura labial. Assim que os indivíduos se tornaram capazes de produzir uma sequência de chamados, começaram a aumentar seu vocabulário utilizando palavras multi-silábicas. O uso de palavras, compostas por sequências de sílabas, forneceu a infraestrutura para a comunicação com sequências de palavras (ou seja, frases). 
O nome da teoria é derivado dos dois raios auditivos nos cérebros de humanos e primatas. O sistema auditivo ventral é responsável pelo reconhecimento de sons, então é chamado de sistema auditivo o que. Em primatas, o sistema auditivo dorsal é responsável pela localização do som, portanto é chamado de sistema auditivo onde. Apenas no hemisfério esquerdo de humanos, o sistema auditivo dorsal também é responsável por outros processos associados com a aquisição e uso de linguagem, como a repetição e produção da fala, integração de fonemas com seus movimentos labiais, percepção e produção de entonação, memória de longo prazo de fonemas (armazenamento de longo prazo dos sons das palavras) e memória de trabalho fonológica (armazenamento temporário dos sons das palavras). Algumas evidências também indicam um papel desse sistema no reconhecimento de outras pessoas por sua voz.  A emergência de cada uma dessas funções no sistema auditivo dorsal representa um estágio intermediário na evolução da linguagem. 
A origem da linguagem a partir de chamados de contato é consistente com estudos animais, já que como a linguagem humana, a discriminação de chamados de contato em macacos é lateralizada para o hemisfério esquerdo.  A perda de genes relacionados com linguagem em ratos (como FOXP2 e SRPX2) também resultou em filhotes que não emitiam mais chamados de contato quando separados de suas mães. A habilidade desse modelo de explicar fenômenos únicos de humanos como o uso de entonações para converter palavras em comandos ou perguntas, a tendência de crianças de imitar vocalizações durante o primeiro ano de vida (e o desaparecimento desse fenômeno mais tarde) e os lábios visíveis e salientes de humanos, ausentes em outros símios. Essa teoria pode ser considerada uma elaboração em cima da teoria do acalentar do bebê, já mencionada. 

### Teoria da gramaticalização
A 'gramaticalização' foi um processo histórico pelo qual palavras isoladas (verbos, substantivos) desenvolveram apêndices gramaticais (ex. preposições, sufixos, prefixos) que têm funções gramaticais mais especializadas. Um uso inicialmente 'incorreto', ao tornar-se aceito, leva a consequências imprevisíveis, provocando efeitos em cadeia e sequências extensas de mudanças. Paradoxalmente, a gramática evolui porque, em última análise, os seres humanos se importam menos com sutilezas gramaticais do que em fazer-se entender. Sendo essa a forma como a gramática evolui hoje, conforme tal linha de pensamento, podemos legitimamente inferir princípios semelhantes no que tera ocorrido entre nossos ancestrais distantes, quando a gramática foi inicialmente estabelecida.
A fim de reconstruir a transição evolutiva desde a forma de linguagem mais antiga para línguas com gramáticas complexas, é preciso saber quais seqüências hipotéticas são plausíveis e quais não são. A fim de transmitir ideias abstratas, o primeiro recurso de quem fala é usar imagens de algo concreto imediatamente reconhecível, muitas vezes com a implantação de metáforas enraizadas na experiência corporal compartilhada por muitos. Um exemplo conhecido seria o uso de termos concretos, como 'barriga" ou "dorso" para transmitir significados abstratos como "dentro" ou "atrás". Igualmente metafórica é a estratégia de representar padrões temporais conforme modelos espaciais. A gramaticalização é consistentemente unidirecional - do concreto para o significado abstrato, e não o contrário.
Os teóricos da gramaticalização imaginam que as línguas eram no começo muito simples, consistindo talvez apenas de substantivos.p. 111 Mesmo sob tal pressuposto teórico extremo, no entanto, é difícil imaginar o que uma inibição cognitiva teria realisticamente impedido as pessoas de usarem, p.ex:. - 'ferro' como se fosse um verbo, como fazemos em português ("Vamos ferrar os cavalos."). Independentemente das sutilezas da gramática como entendem os profissionais em linguística, as pessoas na vida real certamente teriam sempre podido usar seus substantivos como verbos ou seus verbos como substantivos conforme a ocasião. Em suma, enquanto uma língua formada só por substantivos possa parecer teoricamente possível, a teoria da gramaticalização indica que a mesma não pode ter permanecido assim estável por qualquer período de tempo.
A criatividade impulsiona a mudança gramatical. Essa frase pressupõe uma certa atitude por parte de quem ouve. Em vez de punir desvios de uso aceito, os ouvintes devem priorizar leituras imaginativas. Criatividade imaginativa - emitir um alarme para um leopardo quando nenhum leopardo estava presente, por exemplo - não é o tipo de comportamento que os macacos vervet gostariam de receber ou agradeceriam. Criatividade e confiança são exigências incompatíveis: para primatas "maquiavélicos", como para os animais em geral, a necessidade primordial é demonstrar a confiabilidade. Se os seres humanos escapam dessas limitações, é porque entre humanos, os ouvintes estão interessados principalmente nos estados mentais.
Concentrar-se em estados mentais é aceitar ficções - habitantes da imaginação - como potencialmente informativos e interessantes. Pegue o uso da metáfora. A metáfora é, literalmente, uma declaração falsa. Pense da declaração de Romeu, "Julieta é o Sol!". Julieta é uma mulher, não uma esfera de plasma no céu, mas os ouvintes humanos não são (não normalmente) pedantes insistentes numa detalhada precisão factual. Eles querem saber o que o falante tem em mente. Gramaticalização é algo essencialmente baseado na metáfora. Proibir o seu uso seria interromper a evolução da gramática e, por isso mesmo, excluir qualquer possibilidade de expressar o pensamento abstrato.
Uma crítica a tudo isso é que enquanto a teoria da gramaticalização pode explicar a mudança linguística de hoje, não contempla satisfatoriamente o desafio realmente difícil - explicar a transição inicial da comunicação do estilo primata à linguagem como conhecemos. Ao contrário, a teoria pressupõe que a linguagem já existia. Como Bernd Heine e Tania Kuteva declaram: "Gramaticalização requer um sistema linguístico que já é usado regularmente e com freqüência dentro de uma comunidade de falantes e é passado de um grupo de falantes para outro". Fora dos seres humanos modernos, tais condições não prevalecem.

### Modelo evolução-progressão
A linguagem humana é usada para se expressar, contudo, a expressão possui estágios distintos. O estágio imediatamente anterior a expressão externa fonética de sentimentos na forma de som (ou seja, a linguagem) é o de autoconsciência e sentimentos. Animais inteligentes como golfinhos, chimpanzés e pega-rabudas vivem em comunidades, onde eles se atribuem papéis para a sobrevivência do grupo e mostram emoções como a simpatia. Quando esses animais veem seu reflexo (teste do espelho), eles se reconhecem e exibem autoconsciência. Notavelmente, humanos evoluíram em um ambiente bastante diferente desses animais. A sobrevivência de humanos se tornou uma tarefa mais fácil com o desenvolvimento de ferramentas, abrigo e fogo, facilitando o avanço ainda maior da interação social, expressão e fabricação de ferramentas, assim como a caça e coleta. O crescente tamanho do cérebro permitiu provisionamento e ferramentas cada vez mais avançados durante a era Paleolítica, que foram construídos sobre as inovações evolutivas anteriores como o bipedalismo e a versatilidade manual, permitindo o desenvolvimento da linguagem humana.

### Símio auto-domesticado
Conforme um estudo que investiga as diferenças entre o canto do manon-de-peito-branco e o de sua contrapartida domesticada, o manon, os manons selvagens têm um canto com uma sequência muito estereotipada, enquanto que o domesticado tem um canto extremamente variado, sem se prender a “regras”. Nos pássaros que vivem livres na natureza, a sintaxe das canções está sujeita à preferência da fêmea – seleção sexual – e se mantém relativamente imutável. Porém, na espécie doméstica (dita Bengalesa), a seleção natural é substituída pela forçada, a que visa reprodução controlada (p/ex. para cor da plumagem), sendo formatada por razões seletivas, ficando à deriva a sintaxe mais estereotipada. Essa foi substituída, depois de mil gerações, por uma sequência varável aprendida. Os manons selvagens, por sua vez, são incapazes de aprender as sequências dos domesticados. No campo da vocalização de pássaros, cérebros capazes de produzir apenas uma canção inata têm vias neurais muito simples: o centro principal motor do cérebro anterior, o chamado núcleo robusto do arcopallium, conecta-se às saídas vocais do mesencéfalo, o qual por sua vez se projeta nos de núcleos motores do tronco cerebral. Em contrapartida, nos cérebros capazes de aprender diversas canções, o arcopallium recebe entrada de numerosas regiões frontais adicionais do cérebro, incluindo aquelas envolvidas na aprendizagem e experiência social. O controle sobre a geração de canções se tornou menos restrito, mais distribuído e mais flexível.
Quando comparado a outros primatas, cujo sistema de comunicação é restrito a um repertório altamente estereotipado de brados e gritos, o ser humano tem muito poucas vocalizações pré-especificadas, sendo exemplos existentes o riso e o choro. Além disso, essas vocalizações inatas são geradas por vias neuronais restritas, enquanto que a linguagem é gerada por um sistema altamente distribuído envolvendo várias regiões do cérebro humano.
Uma característica marcante da linguagem é que, enquanto a competência linguística é herdada, as próprias línguas são transmitidas através da cultura. Também transmitidos via cultura são entendimentos, como as formas tecnológicas de fazer as coisas, que estão enquadradas como explicações baseadas na linguagem. Daí que seria de se esperar uma trajetória co-evolutiva robusta entre competência linguística e cultura: proto-humanos com capacidade de linguagem presumivelmente rudimentar, versões de uma proto-linguagem, teriam melhor acesso aos entendimentos culturais e tais entendimentos, transmitidos prontamente via proto-linguagens ao cérebro das crianças, eram mais propensos a serem transmitidos, chegando-se, assim, a benefícios acumulados.
Proto-humanos indubitavelmente se envolveram no que se chama “construção de nichos”, criaram grupos (nichos) culturais que proporcionaram entendimentos fundamentais para a sobrevivência e passaram por mudanças evolutivas que otimizaram sua capacidade de prosperar dentro de tais nichos. Pressões de seleção operavam para manter instintos importantes para a sobrevivência nos nichos iniciais. Era esperado que essas pressões relaxassem à medida que os seres humanos se tornaram cada vez mais dependentes dos nichos culturais por eles criados, enquanto que quaisquer inovações que facilitaram a adaptação, nesse caso cultural - as inovações na competência para a linguagem – deveriam se espalhar.
Uma maneira interessante de pensar sobre a evolução humana é que nós somos macacos auto-domesticados. Assim como a domesticação descontraiu as canções estereotipadas  – a escolha de companheiros para reprodução foi suplantada por escolhas baseadas na sensibilidade estética dos criadores de pássaros – do mesmo modo nossa domesticação cultural pode ter relaxado muitos de nossos traços comportamentais primatas, permitindo que antigos comportamentos degenerassem e se reconfigurassem. Dada a forma altamente indeterminada como os cérebros de mamíferos se desenvolvem – basicamente sendo construídos de baixo para cima, com cada grupo de interações neuronais preparando o palco para a próxima rodada de interações – caminhos degradados tenderiam a procurar e encontrar novas oportunidades de conexões sinápticas. Essas de-diferenciações herdadas das vias cerebrais podem ter contribuído para a complexidade funcional que caracteriza a linguagem humana. E, tal como exemplificado pelos manons, tais de-diferenciações podem ocorrer em intervalos de tempo muito curtos.

### Hipótese da Integração

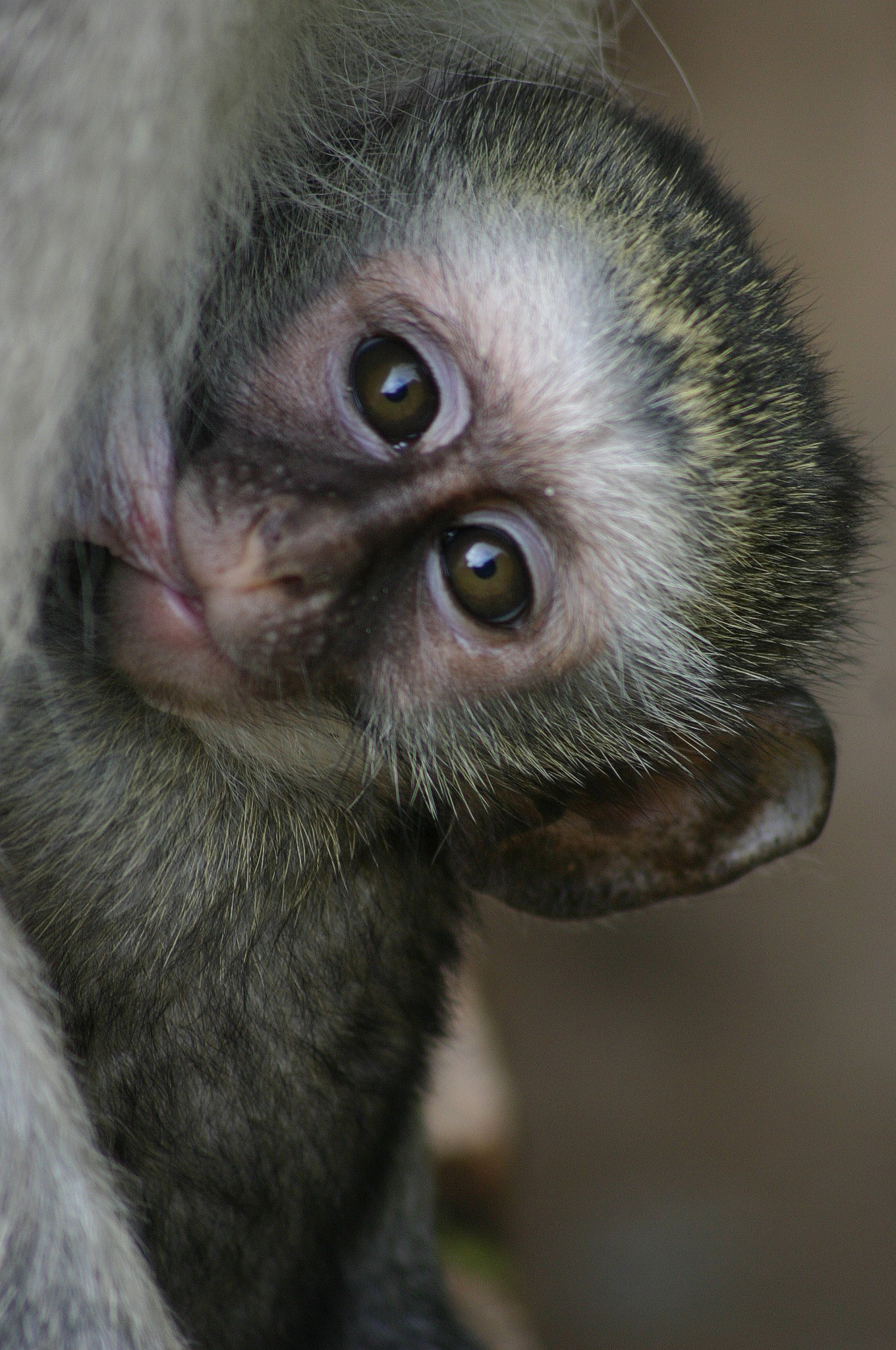
Um macaco Vervet (Chlorocebus pygerythrus) bebê. Quando adulto, as vocalizações de alarme que esta espécie produz são tidas como parte do sistema L, que teria sido exaptado para linguagem na linhagem humana, segundo a Hipótese da Integração.

A linguagem pode ser melhor entendida como um sistema de mosaico, composta de subsistemas que desempenham funções bastante diferentes em natureza, desde módulos que operam com o processamento e produção de sons (componente fonológico) àqueles que operam com o significado de expressões linguísticas já interpretadas (componente semântico-pragmático). Desses subsistemas, destaca-se o componente sintático, responsável basicamente por combinar as peças da linguagem em estruturas maiores.
Uma propriedade da sintaxe das línguas naturais humanas que é tida como exclusiva à nossa espécie é a recursividade, que permite concatenar elementos a elementos do mesmo tipo, levando a um número ilimitado de expressões linguísticas possíveis. Um exemplo em português brasileiro é o de uma sentença “S₁: João gosta de Linguística”, que pode se concatenar a uma expressão que exige uma sentença ([S]), como “S₂: Maria acha que [S]”, formando “S₃: Maria acha que [S₁] = Maria acha que [João gosta de Linguística]”. Note que se incorporarmos sentenças como “Pedro acredita que [S]”, “Paula suspeita que [S]”, estas, por sua vez, compostas de um número finito de elementos do tipo “Pedro”, “Paula” (nomes próprios), e verbos como “acredita”, “suspeita”, podemos gerar um número infinito de sentenças exaustivamente longas, como “Pedro acredita que Paula suspeita que Maria acha que …”.
Atribuir essas propriedades unicamente à linguagem humana, por outro lado, impõe um desafio ao estudo de sua evolução, já que a linguagem humana tal como a conhecemos hoje é considerada por muitos autores como sendo um caractere recente na história evolutiva da nossa espécie, datando aproximadamente entre 200.000 e 100.000 mil anos atrás.
Nesse sentido, o linguista nipo-estadunidense Shigeru Miyagawa, professor de Linguística no MIT, e seus colaboradores propõem em uma série de trabalhos a chamada Hipótese da Integração. A proposta consiste na modelagem das línguas humanas em termos de dois sistemas, o sistema E (sistema expressivo) e o sistema L (sistema lexical). Apesar de esses dois sistemas não possuírem as mesmas propriedades da sintaxe das línguas humanas, os autores argumentam que a integração desses sistemas as tem. Do ponto de vista evolutivo, podem ser encontrados análogos e homólogos dos sistemas E e L em animais não humanos, de tal maneira que o que teria ocorrido na história recente da linhagem humana é a integração desses dois sistemas mais antigos evolutivamente. Essa integração, recente, abrupta e única na linhagem humana, explicaria a emergência da sintaxe como a conhecemos.
Linguisticamente, a Hipótese da Integração faz a predição de que as estruturas sintáticas podem ser descritas como alternância entre elementos da camada E e elementos da camada L. O componente L representa uma estrutura lexical, carregada de um núcleo semântico, e E, uma estrutura de expressão, composta por elementos funcionais. Separadamente, esses sistemas podem ser encontrados na natureza, fato que embasa a Hipótese da Integração por considerar sua existência e evolução prévia à linguagem, esta que foi se dar, até então, apenas no Homo sapiens.
Nesse sentido, o sistema L pode ser encontrado nas vocalizações de alerta demacacos Vervet, que possuem uma distribuição associada à presença de Pítons, Águias e Leopardos. A camada de expressão E, por sua vez, é observada no canto dos pássaros canoros e está associada a efeitos holísticos, como ritos de acasalamento.

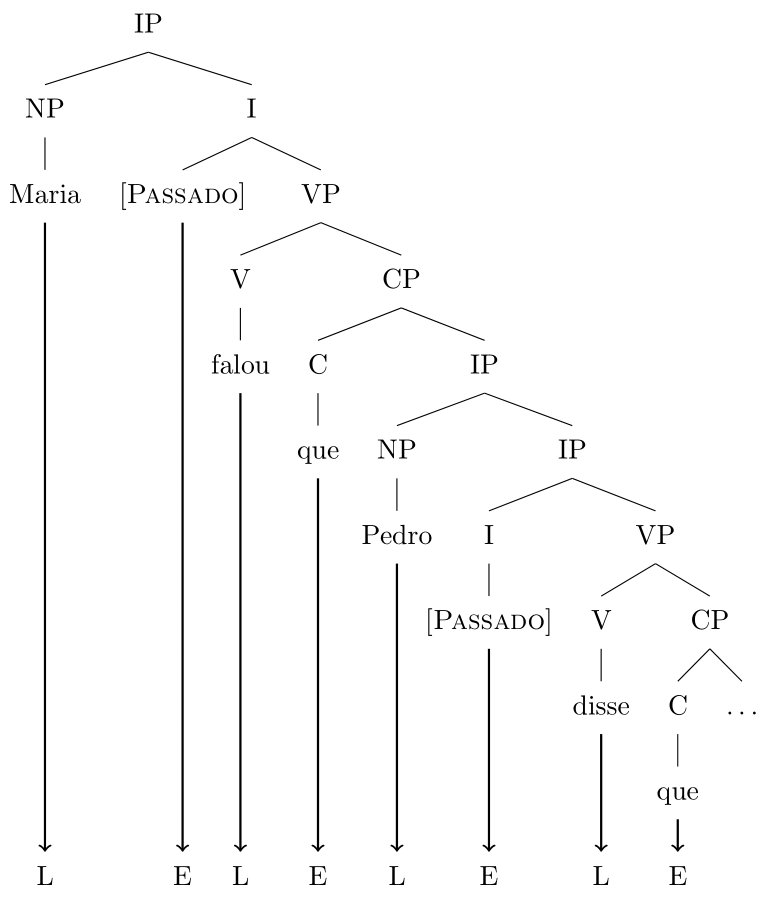
Um exemplo de uma sentença do português brasileiro, evidenciado a alternância dos sistemas E e L, nos termos da Hipótese da Integração de Miyagawa et al

Nas línguas humanas, a diferença entre os elementos que compõem essas duas camadas é reconhecida em diferentes panoramas teóricos e está associada ao que geralmente se entende como a “dualidade semântica” das línguas naturais. Isto é, parece haver uma diferença crucial entre um item como “gato” (que está associado semanticamente à noção de um ser animado, felino etc.) ao morfema plural “-s”, que veicula uma semântica de número. Os elementos carregados de semântica lexical preenchem as posições da camada L, enquanto os elementos de caráter mais funcional, a camada E. A figura ao lado exemplifica essa alternância em uma sentença do português brasileiro.
Uma predição dessa hipótese é que não é possível combinar elementos L e L (isto é, não é possível formar novas “palavras” diretamente a partir de “palavras” já disponíveis). Esta é, inclusive, uma restrição que parece se aplicar às vocalizações de primatas não humanos. Em um artigo sobre a estrutura interna das “palavras” nas línguas naturais, incluindo especialmente compostos (como “limpa-vidros”, “guarda-chuva” etc.), Miyagawa e o linguista brasileiro Vitor Nóbrega (U. Hamburg) mostram que a alternância E-L esperada pela Hipótese da Integração se mostra inclusive no léxico, sendo os elementos L verdadeiros as raízes.
A Hipótese da Integração não está isenta de controvérsias e de críticas quanto aos elementos de sua formulação. A linguista inglesa Maggie Tallerman (Universidade de Newcastle) reuniu em um artigo de 2016 algumas críticas à proposta de Miyagawa e colaboradores. A primeira delas diz respeito à proposta de homologia do léxico humano com as vocalizações de primatas não humanos, relação que não possui, segundo a autora, sustentação neurobiológica (que regiões estão envolvidas na linguagem, em humanos, e nas vocalizações, em primatas não humanos) ou linguística (a diferença de propriedades entre as raízes e as vocalizações). Nóbrega, em outro trabalho, também argumenta contra a assunção de que as raízes são caracteres linguísticos homólogos às vocalizações, porém, diferentemente de Tallerman, defende a aproximação das vocalizações aos traços formais, em uma proposta ainda saltacionista para a emergência da linguagem. Quanto ao sistema E, Tallerman argumenta que as evidências disponíveis para a evolução de aprendizagem vocal em vários taxa parece não indicar uma relação clara e necessária entre a linguagem humana e o canto de pássaros canoros, além de as propriedades atribuídas à camada E nas línguas humanas não serem suficientes para a descrição dos dados linguísticos (por exemplo, fenômenos como movimento sintático).

## Fala e comunicação
Pode ser estabelecida uma distinção entre fala e linguagem. A linguagem não é necessariamente falada: ela pode, alternativamente, ser escrita ou sinalizada. A fala é um dentre uma série de diferentes métodos de codificação e transmissão de informação linguística, embora seja, sem dúvida, o mais natural.
Alguns estudiosos vêem a linguagem como um desenvolvimento inicialmente cognitivo e a sua 'externalização' para servir a propósitos comunicativos teria ocorrido mais tarde na evolução humana. De acordo com tal escola de pensamento, a característica fundamental que distingue a linguagem humana é a recursividade - a incorporação iterativa de frases dentro de frases. Outros estudiosos - nomeadamente Daniel Everett - negam que a recursividade é universal, citando algumas línguas (língua Pirarrã, por exemplo) que, supostamente, não possuem este recurso.
A habilidade de fazer perguntas é considerada por alguns como algo que distingue linguagem de qualquer sistema não humano de comunicação. Alguns primatas cativos (bonobos e chimpanzés), depois de ter aprendido a usar os sinais rudimentares para se comunicar com seus treinadores humanos, mostraram-se capazes de responder corretamente a questões complexas e solicitações. No entanto, eles não conseguiram perguntar até mesmo perguntas mais simples. Por outro lado, crianças humanas são capazes de pedir e fazer suas primeiras perguntas (usando apenas entonação no período em que apenas balbuciam, muito antes de começar a usar estruturas sintáticas. Embora os bebês de diferentes culturas adquiram suas línguas nativas a partir do ambiente social, todas as línguas do mundo, sem exceção - tonal, não tonal, entonações, sotaques - use desde muito cedo a "entonação" para “perguntas sim-não”. Esse fato é uma forte evidência da universalidade das entonações de perguntas.

## Desenvolvimento cognitivo
Uma das habilidades intrigantes que os usuários da linguagem têm é a de alto nível de referência (ou dêixis), a capacidade de referir-se a coisas ou estados de ser que não são do domínio imediato de quem fala. Esta capacidade é muitas vezes relacionada com a teoria da mente, ou a consciência do outro como um ser como o autônomo com desejos e intenções individuais. Segundo Chomsky, Hauser e Fitch (2002), há seis aspectos principais nesse tal sistema de referência de alto nível:
- Teoria da mente
- Capacidade para adquirir representações conceituais não linguísticas, como a distinção objeto / tipo
- Sinais vocais referenciais
- A imitação como um sistema racional, intencional
- O controle voluntário sobre a produção de sinal como prova de comunicação intencional
- Representação numérica[155]

### Teoria da mente
Simon Baron-Cohen (1999) argumenta que a chamada teoria da mente deve ter precedido o uso da linguagem, com base em evidências de uso das seguintes características, por volta de há 40 mil anos: uma comunicação intencional, reparo na comunicação falha, ensino, persuasão intencional, engano intencional, construção de planos e metas, compartilhamento intencional de foco ou tema, fingimento. Além disso, Baron-Cohen argumenta que muitos primatas mostram algumas, mas não todas, dessas habilidades. Uma pesquisa de Call e Tomasello em chimpanzés apoia isso, percebendo-se indivíduos entre os chimpanzés, que parecem compreender que outros chimpanzés têm consciência, conhecimento e intenção, mas não parecem entender atitudes falsas. Muitos primatas mostram algumas tendências para uma teoria da mente, mas não completa como têm os seres humanos.
Em última análise, há algum consenso nesse campo de que uma teoria da mente é necessária para o uso da linguagem de uma teoria da mente. Assim, o desenvolvimento de uma teoria completa da mente entre os humanos foi um precursor necessário para o completo uso da linguagem.

### Representações numéricas
Em um estudo particular, ratos e pombos eram incentivados a apertar um botão por certo número de vezes para conseguir comida: Os animais apresentaram distinção muito precisa para números menores que quatro, mas com o aumento dos números, a taxa de erro aumentou. Matsuzawa (1985) tentou ensinar a chimpanzés os algarismos arábicos. A diferença entre primatas e humanos a esse respeito era muito grande, já que foram necessários milhares de testes para que os chimpanzés aprendessem os números 1-9 com cada número exigindo uma quantidade similar de tempo de treinamento. Ainda, depois de saber o significado de 1, 2 e 3 (e, por vezes, 4), as crianças compreendem facilmente o valor de números inteiros maiores usando uma função de sucessão (isto é, 2 é uma unidade maior do que 1; 3 é uma unidade maior do que 2; 4 é uma unidade superior a 3; uma vez que o 4 é alcançado, parece que a maioria das crianças tem um momento "a-ha!" e passam a entender qualquer número inteiro n é um número inteiro uma unidade maior do que a anterior. Simplificando, outros primatas aprendem o significado dos números, um a um, de forma semelhante a sua abordagem para outros símbolos referenciais, enquanto que as crianças aprendem o primeiro uma lista arbitrária de símbolos (1,2,3,4 ...) e, posteriormente, aprendem seus significados precisos. Esses resultados podem ser vistos como uma prova para a aplicação da "propriedade geradora de final em aberto" da linguagem na cognição numeral humana.

## Estruturas linguísticas

### Léxico e fonologia
Hockett (1966) detalha uma lista de características consideradas essenciais para descrever a linguagem humana, No domínio do princípio léxico-fonológico, duas características dessa lista são os mais importantes:
- Produtividade: os usuários podem criar e entender completamente novas mensagens.
  - Novas mensagens são livremente produzidas por mistura, a partir de analogias, ou transformando antigas.
  - A elementos novos ou velhos são atribuídas livremente novas cargas semânticas pelas circunstâncias e contexto. Isso significa que em todas as línguas, novas expressões surgem constantemente.
- Dualidade (de Padronização): um grande número de elementos significativos se origina de um convenientemente pequeno número de elementos diferenciados, independentes e sem sentido quando independentes.

O sistema de som de uma língua é composto por um conjunto finito de itens fonológicos simples. De acordo com as regras fonostáticas específicas de uma determinada língua, esses itens podem ser recombinados e concatenadas, dando origem a uma morfologia e um léxico aberto. Uma característica fundamental da linguagem é que um simples conjunto finito de itens fonológicos dá origem a um sistema léxico infinito onde regras determinam a forma de cada item, e cujo significado está intimamente ligado com a forma. Sintaxe fonológica, então, é uma simples combinação de unidades fonológicas preexistentes. Relacionado a isso é outra característica essencial
Certos elementos do princípio léxico-fonológico são conhecidos fora dos seres humanos. Enquanto todas (ou quase todas) têm sido documentadas de alguma forma no mundo natural, muito poucas coexistem na mesma espécie. O canto das aves, macacos cantantes e as canções de baleias, todos exibem sintaxe fonológica, combinando unidades de som em estruturas maiores, porém, desprovidas de maior ou novo significado. Certas espécies de primatas têm sistemas fonológicos simples com unidades referindo-se a entidades no mundo. No entanto, em contraste com os sistemas humanos, as unidades em sistemas destes primatas normalmente ocorrem isoladamente, revelando uma falta de sintaxe léxica. Há novas evidências que sugerem que os macacos de Campbell também exibem sintaxe léxical, combinando dois chamados (um chamado de alarme  de um predador combinado com um que denota uma ameaça menor perigo), no entanto, ainda não está claro se este é algo léxico ou um fenômeno morfológico.

### Pidgins e crioulos
Pidgins são línguas significativamente simplificadas com apenas gramática rudimentar e um vocabulário restrito. Em suas fases iniciais os pidgins consistem principalmente de substantivos, verbos e adjetivos, com poucos ou nenhum artigos, preposições, conjunções ou verbos auxiliares. Muitas vezes, a gramática não tem uma ordem fixa das palavras e as palavras não têm nenhuma inflexão.
Se o contato é mantido entre os grupos que falam o pidgin por um longo período de tempo, os pidgins podem se tornar mais complexos ao longo de muitas gerações. Se os filhos de uma geração adotam o pidgin como sua língua nativa que se desenvolve em uma língua crioula, que se torna fixa e adquire uma gramática mais complexa, com fonologia fixa, sintaxe, morfologia, incorporação sintática, todas fixas. A sintaxe e a morfologia desses idiomas podem muitas vezes ter inovações locais, obviamente, não derivadas de qualquer um dos idiomas que as gerou.
Os estudos de línguas crioulas em todo o mundo têm sugerido que eles exibem semelhanças notáveis na gramática e são desenvolvidas de maneira uniforme a partir de pidgins. Essas semelhanças existem mesmo quando suas línguas de origem são distintas. Além disso, desenvolvem tais similaridades, mesmo não havendo nenhum contato entre seus falantes. Similaridades incluem, por exemplo, a ordem das palavras SVO (sujeito-verbo-objeto]]. Mesmo quando as crioulos são derivados de línguas com uma ordem de palavras diferente, muitas vezes elas desenvolvem uma nova ordem das palavras, a SVO. As crioulas tendem a ter padrões de uso semelhantes para artigos definidos e indefinidos e as regras de movimento semelhantes para estruturas de frases, mesmo quando suas línguas-mãe não as tenha fazer.

## Cronologia da evolução

### Linguagem primata
Aqueles que estudam em campo os primatas dão informações úteis sobre a comunicação dos Hominidae na sua vida selvagem. A principal constatação é que os primatas não humanos, incluindo os grandes macacos, produzem chamadas que são classificáveis, em oposição a chamadas que podem ser diferenciadas categoricamente, com ouvintes que se esforcem para avaliar gradações sutis a partir de estados emocionais e corporais, de sinalizadores. Macacos acham extremamente difícil produzir vocalizações na ausência dos correspondentes estados emocionais. Em cativeiro, a alguns macacos foram ensinados formas rudimentares de uma linguagem de sinais. Também foram persuadidos a usar lexigramas - símbolos nos teclados de computador que não se assemelham graficamente às palavras correspondentes. Alguns macacos, como o conhecido bonobo Kanzi, têm sido capazes de aprender e usar centenas de lexigramas.
As áreas cerebrais de Broca e de Wernicke dos primatas são responsáveis por controlar os músculos da face, língua, boca e laringe, bem como pelo reconhecimento de sons. Primatas são conhecidos por fazer "chamadas vocais", e essas chamadas são geradas nos circuitos do tronco cerebral e do sistema límbico. No entanto, “escaneamentos” no cérebro de chimpanzés modernos provaram que eles usam a área de Broca para suas conversas e há evidências de que os macacos quando ouvem conversas de outros macaco usam as mesmas regiões do cérebro que usam os seres humanos para essas funções.
Na natureza, a comunicação do macaco vervet tem sido a mais estudada. Eles são conhecidos por fazer até dez vocalizações diferentes. Muitos dessas são usadas para avisar outros membros do grupo sobre a aproximação de predadores, incluem uma "chamada de leopardo", uma "chamada de cobra" e uma "chamada de águia". Cada chamada desencadeia uma estratégia defensiva diferente nos macacos que ouvem o chamado e os cientistas foram capazes de obter respostas previsíveis dos macacos usando alto-falantes e sons pré-gravados. Outras vocalizações podem ser utilizadas para a identificação. Se um macaco bem jovem chama, sua mãe se volta para ele, mas outras mães vervet se volam, para a mãe desse bebê para ver o que ela vai fazer.
Da mesma forma, os pesquisadores demonstraram que os chimpanzés (em cativeiro) usam diferentes "palavras" para referenciar diferentes alimentos. Foram gravadas vocalizações que os chimpanzés fizeram com referência, por exemplo, a uva, e, em seguida outros chimpanzés que apontaram para fotos de uvas quando ouviram o som gravado.

### Ardipithecus ramidus
Um estudo publicado no HOMO: Journal of Comparative Human Biology em 2017 afirma que Ardipithecus ramidus, um hominídeo datado de aproximadamente 4,5Ma mostra a primeira evidência de mudanças anatômicas na linhagem hominídea sugestivas de capacidade vocal aumentada. O estudo comparou o crânio de A. ramidus com os de 29 chimpanzés de idades distintas e concluiu que várias feições de A. ramidus eram semelhantes àquelas encontradas em chimpanzés adultos e juvenis, ao invés de adultos. Para os autores, tal afinidade com as dimensões e formas da arquitetura craniana de chimpanzés infantis e juvenis pode ter resultado em capacidade vocal aumentada. Essa afirmação foi baseada na noção de que as razões de medida do trato vocal de chimpanzés que impedem a fala são resultado direto de fatores de crescimentos associados com a puberdade dos primatas - fatores esses que eram ausentes na ontogenia de A. ramidus. Também foram encontrados sinais de lordose cervical propiciando modulação vocal maior quando comparada com chimpanzés além de arquitetura da base do crânio sugestiva de capacidade vocal aumentada.
O que foi significante nesse estudo, de acordo com os autores, foi a observação que as mudanças na arquitetura craniana correlacionadas com a redução de agressividade são as mesmas necessárias para a evolução de habilidade vocal nos primeiros hominídeos. A partir da integração de dados de correlação anatômica com sistemas sociais e acasalamento em primatas com estudos de arquitetura craniana e de trato vocal que facilitam a produção de fala, os autores defendem que os paleoantropólogos anteriores ao estudo ignoraram a relação importante entre a evolução social dos primeiros hominídeos e a evolução da capacidade de linguagem da nossa espécie.

Embora o crânio de A. ramidus, de acordo com os autores, não possua os impedimentos anatômicos à fala evidentes nos chimpanzés, não está claro quais eram as capacidades vocais deste primeiro hominídeo. Embora a razão de medida de trato vocal sugira que A. ramidus poderia apresentar capacidades vocais equivalentes àquelas de uma criança humana moderna, eles concordam que isso é uma hipótese debatível e especulativa. Contudo, eles afirmam que mudanças na arquitetura craniana através de processos de seleção social foram um pré-requisito para a evolução da linguagem. De acordo com eles: 
Nossa proposição é de que como um resultado de morfogênese pedomórfica da morfologia craniofacial e da base do crânio, A. ramidus não seria limitado em termos de componentes mecânicos para a produção de fala como são bonobos e chimpanzés. É possível que A. ramidus tinha uma capacidade vocal próxima aquela de chimpanzés e bonobos, com a sua morfologia craniana idiosincrática não resultando em nenhum avanço significativo nas habilidades de fala. Nesse sentido, as características anatômicas analisadas nesse trabalho não estariam presentes em espécies de hominídeos mais tardios. Contudo, dada a vantagem seletiva de sincronia vocal pró-social, sugerimos que essa espécie deve ter desenvolvido habilidades vocais significativamente mais complexas que àquelas encontradas em bonobos e chimpanzés.

### PrimeirosHomo
Quanto a articulação, há consideráveis especulações sobre as capacidades linguísticas dos primeiros Homo (há 2,5 a 0,8 milhões anos). Anatomicamente, alguns estudiosos acreditam que os recursos do bipedismo, que se desenvolveram no Australopithecus há cerca de 3,5 milhões de anos, teria trazido mudanças ao crânio, permitindo uma maior trato vocal em forma de L. A forma do trato e uma laringe posicionada relativamente abaixo no pescoço são pré-requisitos necessários para muitos dos sons orais que os humanos fazem, principalmente vogais.
Outros estudiosos acreditam que, com base na posição da laringe, nem mesmo os Neandertais tinham a anatomia necessária para produzir a gama completa de sons produzidos por humanos modernos. Foi anteriormente proposto que as diferenças entre Homo sapiens e o neandertalenses no trato vocal poderiam ser vistas em fósseis, mas a constatação de que o osso hioide neandertalense era idêntica à encontrada no Homo sapiens , enfraqueceu essas teorias. Uma outra perspectiva considera que o abaixamento da laringe é irrelevante para o desenvolvimento da fala.
O termo proto-língua, conforme definido pelo linguista Derek Bickerton, é uma forma primitiva de comunicação na qual faltam:
- Uma sintaxe plenamente desenvolvida
- Tempo, aspecto, verbos auxiliares, etc
- Um vocabulário de classe fechada (ou seja, não lexical)

Ou seja, uma etapa na evolução da linguagem em algum tempo entre a língua grande macaco e a linguagem humana moderna totalmente desenvolvida moderna. Bickerton (2009) coloca a primeira emergência de tal proto-língua com a primeira aparição do Homo, e associa seu surgimento à pressão de adaptação comportamental para a construção ou desativação de “nichos” enfrentadas pelo Homo habilis.
Características anatômicas, como o trato vocal em forma de L foram evoluindo continuamente e não surgiram subitamente. Por isso, é mais provável que o Homo habilis e o Homo erectus durante o baixo Pleistoceno tiveram alguma forma de comunicação intermediária entre a dos humanos modernos e a dos outros primatas.

### Homo sapiens arcaico
Steven Mithen propôs o termo Hmmmmm para o sistema pré-linguístico de comunicação usado pelo Homo arcaico, começando com o Homo ergaster e atingindo o maior sofisticação no médio Plestoceno com o Homo heidelbergensis e Homo neanderthalensis.  Hmmmmm é um acrônimo para holístico (não composicional),manipulativo (declarações são comandos ou sugestões, não afirmações descritivas),multi - modal (acústico, bem como gestual e mimético), musical, e mimético'.

#### Homo heidelbergensis
O H. heidelbergensis foi um aparentado bem próximo (mais provável um descendente migratório) do Homo ergaster. O H. ergaster, conforme alguns especialistas acreditam, teria sido o primeiro hominídeo a fazer vocalizações controladas, possivelmente imitando vocalizações animais, e o H. heidelbergensis teria desenvolvido uma cultura mais sofisticada e prosseguido a partir daí e desenvolvido uma primeira forma de linguagem simbólica.

#### Homo neanderthalensis
A descoberta em 1989 em Kebara (Israel) de um osso hioide de um Neanderthal sugere que esses hominídeos podem ter sido anatomicamente capazes de produzir sons semelhantes aos humanos modernos. O nervo hipoglosso, que passa através do canal do osso, controla os movimentos da língua e tem um tamanho que em hipótese poderia prover habilidades de fala.
No entanto, embora os neandertais pudessem ter sido anatomicamente capazes de falar, Richard G. Klein em 2004 expressou dúvidas sobre sua capacidade de falar uma linguagem totalmente moderna. Suas dúvidas se baseiam em grande parte no registro fóssil de humanos arcaicos e seus conjuntos de ferramentas de pedra. Mesmo 2000 mil anos após o surgimento do Homo habilis, a tecnologia das ferramentas de pedra de hominídeos mudou muito pouco. Klein, que trabalhou extensivamente em ferramentas de pedra antigas, descreve essas ferramentas de pedra bruta dos humanos arcaicos como impossíveis de serem classificáveis em categorias com base nas suas funções e os relata que os neandertais parecem ter tido pouca preocupação com a forma final das ferramentas. Klein argumenta que o cérebro Neanderthal pode não ter atingido o nível de complexidade exigido para fala moderna, mesmo que o aparato físico para a produção de conversas fossei bem desenvolvido. A questão do nível de sofisticação cultural e tecnológica do Neanderthal permanece controversa.

### Homo sapiens
Amostras de fósseis de hominídeos com a atual anatomia humana datam de há 195 mil anos e foram encontradas na Etiópia. Mesmo que tenham os mesmos traços anatômicos do homem de hoje, as evidências arqueológicas apresentam pouca indicação sobre seu comportamento ser muito diferente daquele de seu antecessor, o Homo heidelbergensis. Eles mantiveram as mesmas ferramentas de pedra da cultura Acheulana e caçavam com menos eficiência do que os homens do pleistoceno tardio.
O desenvolvimento do comportamento totalmente moderno no Homo sapiens não compartilhado com o Homo neanderthalensis ou qualquer outra variedade de Homo, é datado de há cerca de 70 000 a 50 000 anos.
O desenvolvimento de ferramentas mais sofisticadas construídas pela primeira vez a partir de mais de um tipo de material (Ex.: osso ou chifre) e classificáveis em diferentes categorias de função (pontas de flecha e lanças, ferramentas para gravar, lâminas de faca, ferramentas de perfuração) é algo muitas vezes é tomado como prova da presença de linguagem totalmente desenvolvida, supostamente necessária para o ensino dos processos de fabricação para a prole.
Jared Diamond identifica o maior passo na evolução da linguagem no progresso a partir de algo com jeito de um primitivo pidgin de comunicação para algo como uma língua crioula, até uma linguagem com toda a gramática e sintaxe das línguas modernas.
Alguns estudiosos acreditam que esse passo só poderia ter sido feito com alguma mudança biológica no cérebro, tal como uma mutação. Tem sido sugerido que um gene, tal como Foxp2, pode ter sofrido uma mutação permitindo que os humanos se comunicassem. No entanto, estudos genéticos recentes têm mostrado que neandertalenses partilhavam o mesmo alelo Foxp2 com o H. sapiens. É, portanto uma mutação não exclusiva do  H. sapiens. Em vez disso, isso indica que esta mudança genética antecede o Neanderthal - H. sapiens dividida.
E ainda há debates consideráveis sobre se a linguagem se desenvolveu gradualmente ao longo de milhares de anos ou se apareceu de repente.
As áreas de Broca e Wernicke do cérebro dos primatas são muito parecidas com as correspondentes do cérebro humano, a primeira área sendo envolvida em muitas tarefas cognitivas e perceptivas, a capacidade para competências linguísticas vindo da segunda. Os mesmos circuitos discutidos no tronco cerebral dos primatas estão no sistema de controle de sons não verbais em humanos (rir, chorar, etc), o que sugere que o centro da linguagem humana é uma modificação de circuitos neurais comum a todos os primatas. Essa modificação e sua habilidade para a comunicação linguística parece ser exclusiva dos humanos, o que implica que o órgão para linguagem teria se derivado depois da linhagem humana ter se separado daquela dos primatas (chimpanzés e bonobos).
De acordo com a hipótese da origem do homem moderno fora da África há cerca de 50 mil anos, um grupo de seres humanos deixou a África e passou a habitar o resto do mundo, incluindo Austrália e as Américas, que nunca tinha sido habitada por hominídeos arcaicos. Alguns cientistas acreditam que o Homo sapiens não deixou a África antes disso, porque ainda não tinha atingido a cognição e linguagem modernas e, conseqüentemente, não tinha as habilidades ou quantidade necessários para migrar. Porém, dado o fato de que o Homo erectus conseguira deixar o continente africano muito mais cedo (sem uso extensivo da linguagem, ferramentas sofisticadas, nem modernidade anatômica), as razões pelas quais os humanos anatomicamente modernos permaneceram na África por um longo período permanecem obscuros.

## Cenários biológicos
Todas as populações humanas possuem linguagem. Isso inclui as populações, como, por exemplo, o aborígine tasmaniano e o habitante das Ilhas Andamão, povos que podem ter ficado isolados dos continentes do Velho Mundo por até 40.000 anos.
A monôgenese linguística é a hipótese de que havia uma única proto-língua, às vezes chamada de língua proto-humana, a partir do qual todas as outras línguas faladas pelos humanos descendem. (Isso não se aplicaria a quaisquer das línguas de sinais, que são conhecidos por surgir de forma independente com bastante frequência). Se a suposição de uma língua "proto-humana" fosse aceita, a data poderia ser colocado em qualquer desde há 200 mil anos (idade do Homo sapiens) e há 50 000 anos (idade da modernidade comportamental).
A primeira tentativa científica séria para estabelecer a realidade de monogênese foi de Alfredo Trombetti, em seu livro L'Unità d'origine del linguaggio, publicado em 1905.p. 263 Trombetti estimou que o ancestral comum dos idiomas existentes tinha sido falado entre há 200 mil e 100 mil anos.[carece de fontes?]
A ideia da monogênese foi abandonada por muitos linguistas no final do século XIX e início do século XX, quando a doutrina da poligenismo das raças humanas e de suas línguas.
O mais conhecido defensor da monogênese nos Estados Unidos em meados do século XX foi Morris Swadesh.p215 Ele foi pioneiro em dois métodos importantes para a investigação de relações profundas entre as línguas, a lexicoestatística e glotocronologia.
A hipótese multirregional implicaria que a linguagem moderna evoluiu de forma independente em todos os continentes, uma proposição considerada implausível pelos proponentes da monogênese.

## Fundamentos biológicos
A laringe descendente era vista antigamente como uma estrutura única do trato vocal humano, sendo essencial para o desenvolvimento da fala e da linguagem. No entanto, essa característica foi encontrada em outras espécies, incluindo alguns mamíferos aquáticos e grandes cervídeos. A laringe tem sido observada descendo durante as vocalizações em cães, cabra s e jacarés. Nos seres humanos, a laringe descendo estende o comprimento do trato vocal e expande a variedade de sons que podem ser produzidos.
A laringe mais abaixo tem funções não linguísticas, bem como, possivelmente, sirva para aparentar o tamanho aparente de um animal (por meio de vocalizações com mais tons baixos do o que será esperado). Assim, embora a laringe tenha um papel importante na produção de fala, expandindo a variedade de sons que humanos podem produzir, pode não ter evoluído especificamente para esta finalidade, tal como foi sugerido por Jeffrey laitman, e como disseram Hauser, Chomsky e Fitch (2002), poderia ser um exemplo de uma pré-adaptação.

## História

### Religião e mitologia
A busca pela origem da linguagem tem uma longa história enraizada na mitologia. A maioria das mitologias não credita aos seres humanos a invenção da linguagem, mas falam de uma língua divina antecedendo a linguagem humana. Línguas místicas usadas para se comunicar com os animais ou espíritos, como a linguagem dos pássaros são comuns, e foram de particular interesse durante a Renascença.
Vāc a deusa hindu da fala, ou o "discurso personificado". Como Brahman , a "expressão vocal sagrada", ela tem um papel cosmológico como a "Mãe dos Vedas". A história dos Astecas sustenta que apenas um homem, Coxcox, e uma mulher, Xochiquetzal, sobreviveram a uma inundação tendo flutuado em um pedaço de casca de árvore. Eles se encontraram em terra e geraram muitos filhos que eram depois de nascidas incapazes de falar, mas, posteriormente, com a chegada de uma pomba foram dotadas de linguagem, embora a cada uma tivesse sido dada uma língua diferente, de modo que elas não podiam entender uns aos outros.
Tais fontes de misticismo podem ser entendidas como tendo sido desenvolvidas em analogia a noção de que os destinos foram consequência do caprichos dos deuses, da natureza, etc. A linguagem historicamente foi considerada legado da divindade, da mesma forma que as culturas em geral. Como o mistério por trás de como culturas desapareceram com o avanço tecnológico também isso ocorreu com a noção de linguagem como algo dado pela divindade, lentamente a se dissipar.
No Antigo Testamento, o Livro do Gênesis (capítulo 11) diz que Deus impediu que a Torre de Babel fosse concluída por meio de um milagre que fez com que seus operários passassem a falar línguas diferentes, espalhando-os por todo o mundo, fazendo com que todos falassem línguas diferentes. Isso explicaria por que há tanta dificuldade em encontrar a origem da linguagem para aqueles que rejeitam a Bíblia como a palavra inspirada de Deus.

### Experimentos históricos
A história contém uma série de narrativas sobre pessoas que tentaram descobrir a origem da linguagem por experimentos. A primeira dessas histórias foi contada por Heródoto ( Histórias 2.2). Ele relata que o faraó Psamético (provavelmente Psamético I , século VII a.C.) teve dois filhos criados por um pastor, com as instruções de que ninguém deveria falar com eles, mas que o pastor deveria alimentá-los e cuidar deles enquanto ouvia para determinar suas primeiras palavras. Quando uma das crianças gritou "bekos" com os braços estendidos, o pastor concluiu que a palavra era língua frígia porque esse era o som do termo frígio palavra para pão'. Disso Psamético concluiu que a primeira língua do mundo era o frígio. Diz-se que o rei Jaime V da Escócia tentou uma experiência semelhante e que achava que seus filhos falavam hebraico. Tanto o monarca medieval Frederico II da Germânia como Akbar também teriam tentado experimentos semelhantes e as crianças envolvidas nestes experimentos não falaram.

### Pesquisas históricas
A Lingüística moderna não se iniciou até o final do século XVIII, e as teses românticas ou animistas de Johann Gottfried Herder e Johann Christoph Adelung permaneceram  influentes até o século XIX. A questão das origens da linguagem parecia inacessível a abordagens metodológicas e em 1866 a Sociedade Linguística de Paris proibiu toda a discussão sobre a origem da linguagem, considerando-a como um problema sem resposta. Uma abordagem cada vez mais sistemática para a linguística histórica se desenvolveu ao longo do século XIX, atingindo o seu ponto culminante na escola da neogramática de Karl Brugmann e outros.
No entanto, o interesse acadêmico pela questão da origem da linguagem foi apenas gradualmente reavivado a partir da década de 1950 em (e, em seguida, de forma controversa) com ideias como a da gramática universal, a comparação em massa e a glotocronologia.
A "origem da linguagem" como um assunto de direito próprio surgiu a partir de estudos em neurolinguística, psicolinguística e da evolução humana. Uma bibliografia linguística apresentou a obra "origem da língua" como um título separado em 1988, como um sub-tema da psicolinguística. Institutos de pesquisa dedicados à evolução da linguística são fenômenos recentes, surgindo apenas na década de 1990.